# Dynastie Jin (265-420)
 (avril 2025).
 (avril 2025).
La mise en forme du texte ne suit pas les recommandations de Wikipédia : il faut le « wikifier ».
Les points d'amélioration suivants sont les cas les plus fréquents. Le détail des points à revoir est peut-être précisé sur la page de discussion.
- Les titres sont pré-formatés par le logiciel. Ils ne sont ni en capitales, ni en gras.
- Le texte ne doit pas être écrit en capitales (les noms de famille non plus), ni en gras, ni en italique, ni en « petit »…
- Le gras n'est utilisé que pour surligner le titre de l'article dans l'introduction, une seule fois.
- L'italique est rarement utilisé : mots en langue étrangère, titres d'œuvres, noms de bateaux, etc.
- Les citations ne sont pas en italique mais en corps de texte normal. Elles sont entourées par des guillemets français : « et ».
- Les listes à puces sont à éviter, des paragraphes rédigés étant largement préférés. Les tableaux sont à réserver à la présentation de données structurées (résultats, etc.).
- Les appels de note de bas de page (petits chiffres en exposant, introduits par l'outil «  Source ») sont à placer entre la fin de phrase et le point final[comme ça].
- Les liens internes (vers d'autres articles de Wikipédia) sont à choisir avec parcimonie. Créez des liens vers des articles approfondissant le sujet. Les termes génériques sans rapport avec le sujet sont à éviter, ainsi que les répétitions de liens vers un même terme.
- Les liens externes sont à placer uniquement dans une section « Liens externes », à la fin de l'article. Ces liens sont à choisir avec parcimonie suivant les règles définies. Si un lien sert de source à l'article, son insertion dans le texte est à faire par les notes de bas de page.
- La présentation des références doit suivre les conventions bibliographiques. Il est recommandé d'utiliser les modèles {{Ouvrage}}, {{Chapitre}}, {{Article}}, {{Lien web}} et/ou {{Bibliographie}}. Le mode d'édition visuel peut mettre en forme automatiquement les références.
- Insérer une infobox (cadre d'informations à droite) n'est pas obligatoire pour parachever la mise en page.

Pour une aide détaillée, merci de consulter Aide:Wikification.
Si vous pensez que ces points ont été résolus, vous pouvez retirer ce bandeau et améliorer la mise en forme d'un autre article.
Pour un article plus général, voir Six dynasties.
Pour les articles homonymes, voir Jin.
265–420
Entités précédentes :
- Royaume de Wei

Entités suivantes :
- Seize Royaumes
- Dynastie Song du Sud

Batailles
Yiling/Xiaoting - Campagne contre le Wu - Campagne du Sud - Hefei (231) - Hefei (233) - Expéditions de Zhuge Liang - Hefei (234) - Shiting - Liaodong - Offensive du Wu - Xingshi - Koguryo - Gaoping - Expéditions de Jiang Wei (Didao) - Dongxing - Hefei (253) - Shouchun - Cao Mao - chute du Shu - Zhong Hui - Chute du Wu]
La dynastie Jin (晉, 265–420), divisée en Jin occidentaux ou Jin de l'Ouest ou Xi Jin (西晉, 265-316) et Jin orientaux ou Jin de l'Est ou Dong Jin (東晉, 316-420), est une dynastie qui succède au Royaume de Wei lors de la période des Trois Royaumes et compte en tout 15 empereurs. Ses capitales sont Luoyang (265-311) puis Jiankang (316-420), avec un bref intermède à Chang'an (311-316). Les Seize Royaumes occupent le nord de la Chine durant la période des Jin orientaux. Ces derniers finissent par être évincés en 420 par la dynastie Liu-Song ou Song du Sud, événement qui marque le début de la période des dynasties du Nord et du Sud.
Elle appartient à la période dite des « Six Dynasties » (220-589) : la période des Trois Royaumes (220-260 : 40 ans), la dynastie des Jin occidentaux (265-316 : 51 ans), la dynastie des Jin orientaux en Chine du Sud (317-420 : 103 ans), les Seize Royaumes en Chine du Nord (304-439 : 135 ans) et enfin les dynasties du Nord et du Sud (420-589 : 169 ans).
C'est une période cruciale de l'histoire de la Chine, ses premières années représentant une brève parenthèse de paix après les dévastations qui ont marqué la période des Trois Royaumes. Elle réunifie le territoire chinois et amène une brève période de prospérité entre 280 et 304, ce qui n’empêche pas l'émergence de nombreux problèmes politiques et sociaux, dont la migration continue de tribus non sinisées au sein du territoire des Jin.
Profitant du chaos généré par la guerre des huit princes, ces tribus s'érigent en royaumes et prennent le contrôle de la plus grande partie des plaines du nord de la Chine, qui sont à l'époque le cœur économique et politique du pays. Chassés du nord, les Jin se replient sur les territoires situés au sud de la rivière Huai. C'est le début de la dynastie des Jin Orientaux.
Affaibli par la perte du nord, le gouvernement des Jin orientaux doit composer en permanence avec les grands clans du Sud et de puissants généraux, comme Wang Dun et Huan Wen (en). Ces généraux lancent régulièrement des expéditions pour reconquérir le nord de la Chine, mais en vain. En effet, la conjugaison de la faiblesse économique du Sud et des tensions perpétuelles entre le gouvernement et l'armée provoquent l'échec de la plupart de ces expéditions.
En 383, les Jin de l'est doivent faire face à la menace de l'empire des Qin antérieurs, qui ont réunifié le nord de la Chine à leur profit. Malgré une infériorité numérique écrasante, l'armée des Jin réussit à vaincre ses ennemis lors de la bataille de la rivière Fei, ce qui provoque la chute des Qin antérieurs et une nouvelle division du nord de la Chine entre divers royaumes concurrents. Tirant avantage de ce retournement de situation, les armées Jin, dirigées par Xie An puis par Liu Yu, lancent une série d'expéditions qui permettent l'annexion de la plupart des territoires situés au sud du fleuve Jaune, ce malgré une décennie de guerre civile. Les Jin ne tirent pas parti de ces victoires, car en 420, le général Liu Yu destitue Jin Gongdi, le dernier empereur des Jin de l'est, mettant ainsi fin à la dynastie.
La dynastie Jin est en lutte constante contre les seigneurs de guerre et les souverains des ethnies non Han qui finissent par occuper le Nord. La faiblesse des institutions étatiques permet aux grandes familles et aux généraux de disputer le pouvoir aux empereurs, ce qui entraîne une instabilité politique chronique. Cette instabilité empêche les Jin de consolider leur position sur l’ensemble du pays.
Le déplacement de la cour et de l’aristocratie dans la région de l’actuelle Nankin après la chute des Jin occidentaux contribue à la poursuite de l’intégration du Sud dans l’empire. En dépit de — ou grâce à — l’instabilité politique, la période est féconde sur le plan de la philosophie et de la religion : naissance et développement des courants de pensée Xuanxue et Qingtan, apogée des Maîtres célestes et naissance de nouveaux courants taoïstes, développement de l’alchimie et du bouddhisme du Sud avec des personnalités comme Ge Hong et Huiyuan. Des progrès techniques ont lieu, en particulier dans les domaines du tissage, des couleurs de papier, de la médecine et de la métallurgie. Dans le domaine des arts, on peut citer le calligraphe Wang Xizhi (303-361) ainsi que le poète Tao Yuanming.

## Les débuts de la Dynastie: Les Jin occidentaux ou Xi Jin (西晉)
| « Trois Royaumes » (220-280) : 60 ans                                  | « Trois Royaumes » (220-280) : 60 ans                                |
| ---------------------------------------------------------------------- | -------------------------------------------------------------------- |
| Chine du Nord : Wei à Luoyang (220-265)                                | Chine du Sud-Ouest : Shu (221-263) ; Chine du Sud-Est : Wu (229-280) |
| Jin occidentaux à Luoyang (265-316) : 51 ans (réunification : 280-316) |                                                                      |
| nouvelles fragmentations                                               |                                                                      |
| au Nord : « Seize Royaumes » (304-439) : 135 ans                       | au Sud : Jin orientaux (317-420) : 103 ans                           |
| « Dynasties du Nord »                                                  | « Dynasties du Sud »                                                 |
| Wei du Nord (386-534) : 148 ans                                        | Song du Sud (420-479) : 59 ans                                       |
| Wei de l'Est (534-550) : 16 ans                                        | Qi du Sud (479-502) : 23 ans                                         |
| Wei de l'Ouest (535-556) : 21 ans                                      | Liang (502-557) : 55 ans                                             |
| Qi du Nord (550-577) : 27 ans                                          | Liang postérieurs, ou Liang du Sud (555-587) : 32 ans                |
| Zhou du Nord (557-581) : 24 ans                                        | Chen (557-589) : 32 ans                                              |

### Ascension du clan Sima et fondation de la dynastie

L'extension approximative des Trois Royaumes vers 260, à la veille de la conquête de Shu par Wei.

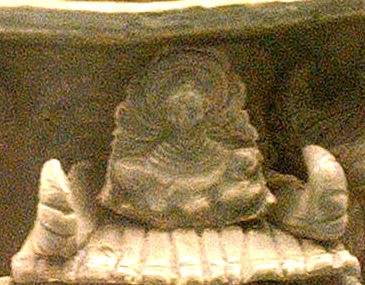
Bouddha datant de la dynastie Jin.

La première pierre des fondations de la dynastie Jin est posée par Sima Yi. Fils de Sima Fang (149-219), qui fut membre du censorat impérial à la fin de la dynastie Han, Sima Yi entre au service du seigneur de guerre Cao Cao et devient un ami proche de son fils, Cao Pi. Après la mort de Cao Cao, ce dernier destitue le dernier empereur Han et fonde le royaume de Wei en 220. Lorsque Cao Pi meurt à son tour en 226, son jeune fils Cao Rui n'est pas en âge de gouverner, et Sima Yi se retrouve au sein du conseil de régence assistant le jeune empereur et devient le commandant militaire suprême du Wei.
La première partie de la carrière de Sima Yi est marquée par de nombreux faits d'armes. Il repousse plusieurs tentatives d'invasion lancées par les royaumes de Shu et de Wu, les rivaux du Wei. Mais son plus grand exploit est de réussir à vaincre en 238 Gongsun Yuan, un vassal du Wei qui contrôle le Liaodong et qui se révolte contre ses maitres. Cao Rui meurt à son tour en 238 et laisse lui aussi un successeur, Cao Fang, trop jeune pour gouverner. Sima Yi se retrouve à nouveau à la régence et son pouvoir semble renforcé car il partage la conduite des affaires du royaume avec le seul Cao Shuang, un administrateur civil issu du clan au pouvoir. En réalité, Shuang réussit au début des années 240 à prendre le contrôle de l'armée et accapare la réalité du pouvoir pendant dix ans. Sima Yi perd patience et finit par faire semblant de se retirer de la vie politique. Il feint d'être malade pour endormir la méfiance de son rival, mais en réalité, il prépare son retour. Fort du prestige qu'il retire de ses succès militaires et d'une stratégie d'alliances au sein de plusieurs des grandes familles du Wei, Sima Yi décide de passer à l'action en 249 et réussit à éliminer physiquement Cao Shuang et ses partisans après l'incident des tombes de Gaoping et à placer l'empereur sous sa coupe. Il devient alors le véritable maître du royaume mais meurt en 251, après avoir mené une ultime campagne militaire dans la région de Souchun.
C'est son fils aîné, Sima Shi, qui prend le pouvoir après la mort de Sima Yi. Ses débuts ne sont pas aussi glorieux que ceux de son père et l'échec de ses premières campagnes militaires affaiblissent sa position face à un clan Cao qui cherche à reprendre le pouvoir. Shi réagit vigoureusement en déposant en 254 l'empereur Cao Fang pour le remplacer par son cousin Cao Mao. La réaction de ses ennemis ne se fait pas attendre, car dès l'année suivante, le général Guanqiu Jian, en poste à Souchun, se soulève avec l'aide des partisans des Cao et du Wu. Sima Shi réussit à vaincre les rebelles et meurt peu après. C'est son frère cadet Sima Zhao qui lui succède à la tête du clan et de l'État. Très vite, Zhao doit faire face à une troisième révolte dans la région de Souchun, menée par Zhuge Dan, un général du Wei qui avait aidé son père et son frère à mater les deux autres rébellions. En 260, dans un acte tenant plus du baroud d'honneur que du coup d'état réfléchi, l'empereur Cao Mao tente de renverser les Sima. Il échoue et est tué pendant les combats. Il est remplacé sur le trône par Cao Huan.
Si les talents militaires et les victoires des Sima tiennent une grande place dans leur arrivée et leur maintien au pouvoir, c'est aussi leur capacité à rallier à leur cause les grandes familles du Wei qui leur assure leur longévité. Pour arriver à ce résultat, les Sima combinent un système d'alliances matrimoniales avec plusieurs grandes familles et une posture de défenseurs du confucianisme. En effet, ce courant philosophique, majoritaire au sein des grandes familles, s'oppose à la façon de gouverner des Cao qui sont plus proches, de fait, du légisme. Pour compléter ce système, les Sima soutiennent également les différents courants taoïstes. Cette suprématie militaire et morale peut expliquer pourquoi ils ne revendiquent pas immédiatement le titre impérial, alors que depuis 251, ce sont eux les vrais maîtres du Wei.
Après avoir assuré son pouvoir, Zhao décide de renforcer encore plus le prestige des Sima en commençant la réunification de la Chine. Pour cela, il décide de s'attaquer au royaume de Shu. Dirigé de fait par le général Jiang Wei, un transfuge du royaume de Wei, le Shu vient de passer une décennie à lancer une série d'attaques sans lendemain contre le Wei. D'un point de vue militaire et financier, le Shu est épuisé et Liu Shan, l'empereur du Shu, a perdu le soutien de sa population. Les troupes de Sima Zhao, conduites par le général Zhong Hui, écrasent les troupes du Shu en 263,. En 264, Jiang Wei tente de restaurer l'indépendance du royaume et réussit à entraîner Zhong Hui dans sa tentative. Les deux rebelles sont tués par leurs propres troupes qui refusent de les suivre et dès lors, le Shu est définitivement annexé par le Wei. Après cette victoire, le pouvoir de Sima Zhao est incontesté et la voie vers le changement dynastique semble ouverte. Il prend le titre de roi de Jin et reçoit de la part de l'empereur les Neuf sacrements ou Jiu xi, qui sont à la fois un ensemble de récompenses de premier ordre et une sorte de passage obligé avant la prise du titre impérial.
Sima Zhao n'a pas le temps de monter sur le trône, car il meurt en 265. C'est son fils et successeur Sima Yan qui finit par mettre fin à la dynastie des Cao en recevant l'abdication du dernier empereur du Wei en février 266. Il fonde alors la dynastie Jin et prend le nom de règne de Wudi,.

### Premières années et conquête du Wu

L'empire des Jin occidentaux et ses provinces après la réunification, dans les années 280.

#### Réunification de la Chine
Une fois devenu l'Empereur Jin Wudi, Sima Yan se concentre immédiatement sur la conquête du Wu, le dernier des trois royaumes, qui contrôle le sud-est de la Chine. En effet, les troupes du Wu harcèlent en permanence celles des Jin tout le long de la frontière et la réunification de la Chine permettrait à Wudi d’asseoir définitivement son pouvoir ; mais le Wu n'est pas le seul problème militaire auquel le nouvel empereur doit faire face. En effet, les Xianbei et les Qiang, deux peuples non-Han vivant dans les provinces de Qin (秦) et de Liang (涼), entrent en rébellion et la plupart des fonctionnaires de la cour sont plus préoccupés par ces révoltes que par le Wu. Ils craignent également que les Xiongnu ne se rebellent à leur tour, car cet autre peuple non-Han s'est installé dans la zone qui correspond actuellement au Shanxi après la destruction de leur royaume par Cao Cao en 216. Depuis cette date, ils sont surveillés et craints pour leurs capacités militaires.
Suivant les conseils de ses généraux Yang Hu et Wang Jun et ceux de son stratège Zhang Hua, Wudi remet à plus tard ses projets de conquête et envoie des troupes mater les rebelles, mais dans un premier temps, il disperse ses forces entre la préparation de la future annexion du Wu et la répression de la rébellion. Ce n'est qu'après plusieurs défaites de ses troupes face à Tufa Shujineng (禿髮樹機能), le principal chef de guerre Xianbei, que l'Empereur concentre toutes ses forces sur la mise au pas des peuples révoltés. En 271, c'est au tour de Liu Meng (劉猛), un chef Xiongnu, de se rebeller. Toutes ces rébellions détournent l'attention de Wudi, ce qui laisse le champ libre au Wu. Ainsi en 271, la province de Jiao (交州), qui avait fait allégeance au Jin depuis le début du règne de Jin Wudi, est reconquise par le Wu. En 272, le général Bu Chan (步闡) du Wu veut faire défection au profit du Jin en ouvrant les portes de la ville de Xiling (西陵), un important point stratégique, aux troupes de Wudi. Hélas pour Chan, les troupes que le Jin lui envoie en renfort sont stoppées par le général Lu Kang du Wu, qui le tue ensuite après avoir repris Xiling. À la lumière de ces échecs et puisqu'il n'a pas les moyens militaires de se battre sur autant de fronts, Wudi change de tactique. Comme Sun Hao, l'empereur du Wu, est connu pour être cruel et incompétent, Jin Wudi décide d'en tirer profit en mettant en place une politique de "détente" avec Lu Kang et en traitant généreusement les populations frontalières du Wu, afin d'améliorer l'image qu'elles ont de la dynastie Jin.
En 280, toutes les rébellions sont matées et une armée composée de 200 000 soldats est fin prête pour envahir le Wu. Les troupes de Wudi sont divisées en six colonnes, et attaquent le Wu par terre et par voie fluviale, depuis le nord et le Sichuan. La combinaison de l’entraînement poussé des troupes d'invasion, de l'incompétence de Sun Hao et de la préparation "psychologique" effectuée auprès des frontaliers donne des résultats impressionnant. L'armée du Jin balaye rapidement toute résistance, y compris la tentative de Zhang Di, le chancelier du Wu, d’arrêter les envahisseurs avec une armée de 30 000 hommes. Très vite, les troupes de Sima Yan assiègent Nanjing, la capitale du Wu, qui n'est défendue que par 20 000 soldats. Comprenant que tout est perdu, Sun Hao se rend. C'est la fin de la période des Trois Royaumes, la Chine est réunifiée au profit de la dynastie Jin.

#### Réformes politiques et judiciaires
Lorsqu'il monte sur le trône en 265, Wudi prend un ensemble de mesures politiques visant à assurer la stabilisation de son pouvoir et à mettre fin aux troubles. Un de ses premiers gestes est de promulguer une amnistie concernant divers opposants, principalement les membres du clan Liu et ceux du clan Cao. En 269, Wudi promulgue un nouveau code rituel qui apporte des changements dans les rites liés à l'exercice du pouvoir, ce qui constitue une mesure symbolique forte vu l'importance des rites impériaux en Chine médiévale et surtout pour les confucéens. Par ce geste, il continue la politique de ralliement des élites confucianistes de ses prédécesseurs.
Wudi a un profond respect envers les traditions remontant aux Han et veut que sa nouvelle dynastie soit vue comme une prolongation de cette période, qui est idéalisée comme un âge d'or perdu. Ainsi, il reprend à son compte la hiérarchie qui est en vigueur au sein de la famille impériale à cette période et donne à sa mère Wang Yuanji le rang d'impératrice douairière. Il nomme également empereur Jing de Jin (晉景帝) à titre posthume son oncle Sima Shi pour le rôle qu’il avait joué dans son accession au trône et donne à sa veuve, Yang Huiyu, le même rang qu'à sa mère. Enfin, en l'an 267, il fait de son fils aîné Zhong le prince héritier du trône. Cette nomination n'est motivée que par le respect de la tradition confucéenne voulant que le fils aîné de l’épouse de l’empereur soit l'héritier du trône, et ce alors que Zhong est un handicapé mental incapable de régner seul.
À l'image des dynasties qui l'ont précédé, Wudi fait compiler un code, un recueil dans lequel sont compilées toutes les lois en vigueur dans l'empire, une sorte d’ancêtre chinois du code pénal. Ce nouveau code, le Code Jin, est promulgué en 267 et essaye de remédier à la dureté excessive du droit pénal de son prédécesseur, le Code Wei. Cependant, les principaux bénéficiaires de ses changements sont les nobles qui, lorsqu'ils commettent des crimes reçoivent souvent de simples réprimandes, alors que les peines infligées aux non-nobles restent aussi dures qu'à l'époque du Wei.
Pour ce qui concerne l'organisation des institutions impériales, Wudi reprend et modifie celle des Wei, qui sont elles-mêmes une version modifiée des institutions des Han. Dans l'administration centrale, les plus hautes charges politiques sont confiées aux directeurs du Secrétariat impérial (zhongshu sheng) et secondairement à la Chancellerie (menxia sheng). Les « ministères » sont répartis dans le Département des Affaires d’État (shangshu sheng), qui est divisé en « cinq bureaux » (wucao) : Bureaux du personnel (libu), des sacrifices (cibu), de la guerre (wubing), du recensement (zuomin) et des revenus (duzhi). L'administration provinciale est constituée de plusieurs circonscriptions, qui sont, de la plus à la moins importante, la province (zhou), la commanderie (jun) et le comté (xian). La défense de l'empire est traditionnellement confiée à deux armées différentes. Il y a celle stationnée dans la capitale Luoyang qui est organisée autour d'une garde impériale et d'un corps d'intervention, et celle regroupant les troupes qui sont stationnées dans les provinces, qui sont dirigées par des commandants militaires désignés par l'empereur (dudu). À côté de ces deux armées, on trouve également des troupes locales sous les ordres des gouverneurs provinciaux.
L'Empereur Jin Wudi modifie cette structure dès 266. Selon lui, la chute des Han est due au fait qu'ils ont donné trop de pouvoirs aux gouverneurs et celle du Wei est due au fait que le clan Cao a perdu tout son pouvoir et tous ses soutiens au fil du temps. Pour éviter qu'il arrive la même chose à sa dynastie, il met ses parents proches à la tête de principautés/royaumes (guo), auxquels il donne des pouvoirs étendus. Puis en 280, après la chute du Royaume de Wu, il enlève aux gouverneurs de province leurs pouvoirs militaires et limite leur champ d'action aux questions purement civiles. En agissant ainsi et sans s'en rendre compte, il ne fait que créer de nombreux et puissants gouvernements régionaux aptes à tenir tête au gouvernement central. La seule différence par rapport à la période de la fin des Han étant que ces gouvernements sont dirigés par les membres de son clan et non plus des hauts fonctionnaires.
Parmi les autres mesures prises après la réunification, un recensement est organisé en 280, qui révèle que les 19 provinces subdivisées en 173 commanderies et royaumes de l'empire comprennent 2 459 840 foyers et 16 163 863 sujets; contre 10 677 960 foyers et 56 486 856 sujets lorsque les Han orientaux avaient procédé au dernier recensement, en 157. Une bonne partie de cette diminution peut être imputée aux destructions causées par les conflits ayant eu lieu entre les deux dates, qui ont entraîné une baisse démographique, des migrations et ont créé des zones d'instabilité où le pouvoir central n'a plus d'autorité. Mais cela révèle aussi un autre phénomène important, les seuls foyers recensés sont ceux qui doivent des impôts et des corvées à l’État. Or ceux qui vivent dans des grands domaines ou qui en dépendent ne sont pas soumis à ces contributions et ne sont donc pas comptabilisés. Et comme ces grands domaines se sont considérablement agrandis depuis l'époque des Han orientaux, cela explique pourquoi tant de personnes ont « échappé » aux recenseurs. C'est sans doute pour faire face à cette concentration des terres qui diminue ses recettes fiscales, que l'empereur Wudi proclame une nouvelle loi agraire appelée zhantian, qui vise à redistribuer des terres aux paysans.

### La prospérité de l’ère Taikang

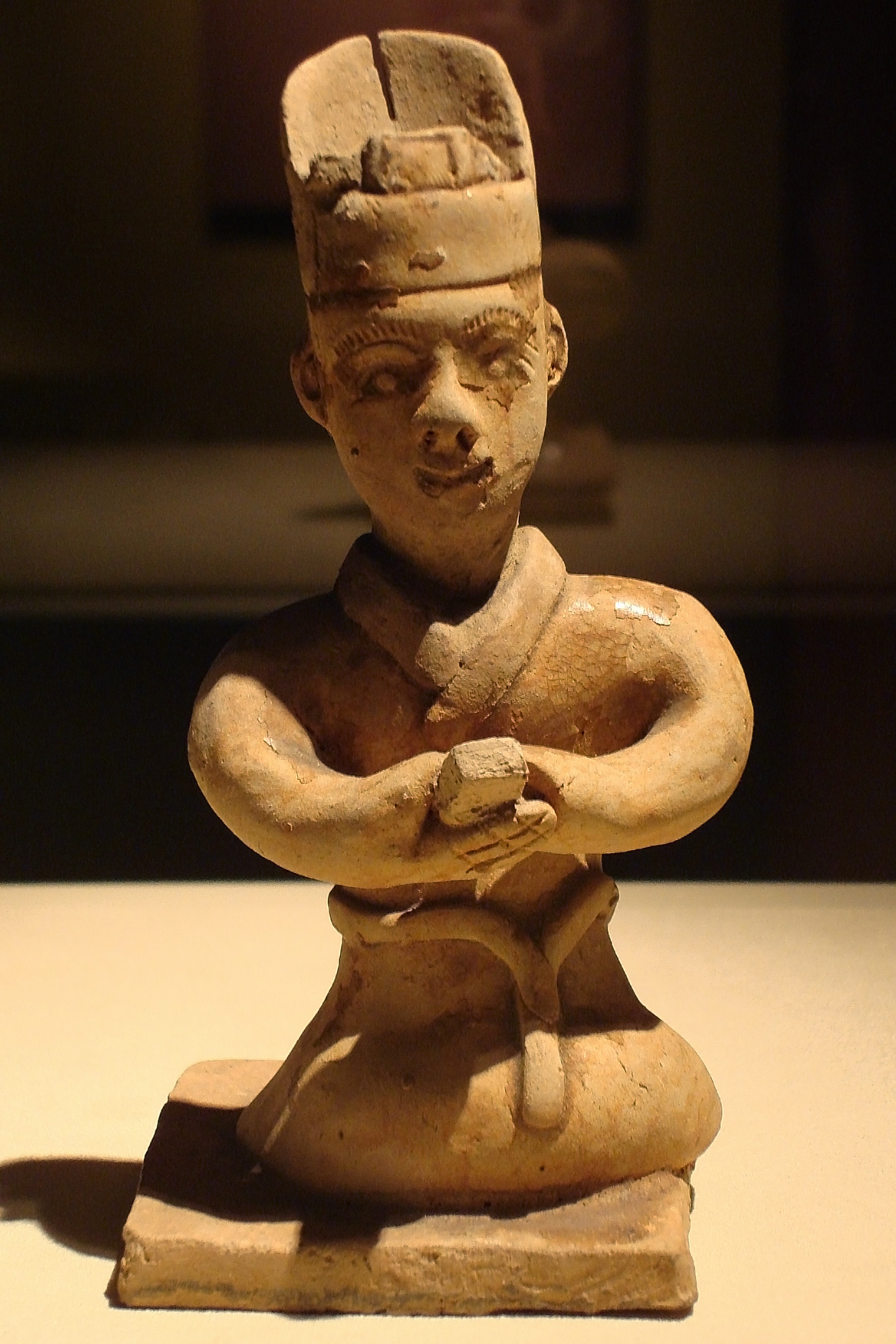
Un clerc remettant un rapport. Terre cuite funéraire, mingqi. Changsha, Hunan. Musée national de Chine, Pékin

Sous le règne de Jin Wudi, la Chine connaît une période de prospérité qui correspond à peu près à l’ère Taikang. Le pouvoir central encourage la reconstruction en diminuant les taxes et en lançant une politique de grands travaux d'irrigation et autres constructions bénéficiant à l'agriculture. L'économie est également stimulée par la reprise du commerce qui fait suite à la réunification.
Un bon indicateur de cette prospérité est le luxe de plus en plus tapageur dans lequel vit l'empereur. Un des officiels de la cour rapporte avoir fait venir un porc qui se nourrit de lait humain pour distraire l'empereur, pendant qu'un autre dépense 20 000 Wushu par jour en nourriture. Enfin, l'empereur se constitue l’un des gynécées les plus importants de l’histoire impériale, allant jusqu’à interdire en 273 les mariages pour choisir ses concubines en priorité. Cette décadence est critiquée par les autres officiels de la cour, qui s’inquiètent des migrations de plus en plus importantes, qui se traduisent par l'installation de peuples non sinisés dans le nord de la Chine.

### Chute des Jin Occidentaux

#### Guerre des Huit princes
Dès la mort de Jin Wudi, le clan Sima se déchire pour déterminer qui va prendre le contrôle de la cour et du nouvel empereur, Jin Huidi, un handicapé mental incapable de diriger l'empire seul. Ce conflit interne au clan régnant dégénère rapidement en une sanglante guerre civile, la guerre des huit princes(bawangzhiluan), qui ravage le cœur économique et politique de la Chine entre 291 et 306.
Dans un premier temps, c'est l'impératrice douairière Yang Zhi, la belle-mère de l'empereur, qui prend le contrôle de la cour impériale. Elle place les membres de sa famille, le clan Yang, aux différents postes-clefs et donne de grands pouvoirs à Yang Jun, son père. L'impératrice Jia Nanfeng, la femme de l'empereur, est totalement exclue de la conduite des affaires de l'État, ce qui l’exaspère. Elle se rapproche de Sima Liang et de son petit-neveu Sima Wei pour leur demander de l'aide. Dans un premier temps, Sima Wei se débarrasse de l'impératrice douairière et fait exécuter 3000 membres de son clan. Après cela, l'impératrice Jia élimine Liang et Wei en utilisant rumeurs et faux édits impériaux, ce qui lui permet de prendre le contrôle de la cour. Elle gère les affaires de l'empire en plaçant les membres de son clan et ses hommes de confiance aux différents postes-clefs, ce aux dépens des membres du clan Sima. Pendant son "règne", soit entre 291 et 299, la Chine connaît une relative stabilité politique, mais des rumeurs commencent à courir sur l'impératrice Jia ; l'accusant de débauche et de tyrannie. Ces rumeurs font le lit du mécontentement et servent les ambitions des membres du clan Sima, qui veulent revenir au pouvoir. Tout ceci dégénère en révolte ouverte à la fin de la décennie.
En 300, l'impératrice organise la chute et la mise à mort du prince héritier Sima Yu, sur lequel le clan Sima plaçait de grands espoirs et qui aurait pu revendiquer la direction des affaires de l'empire. Ce nouveau complot de la reine va causer sa chute, car après cette exécution, Sima Lun décide d'agir. Prince de Zhao et petit-frère de Sima Liang, Sima Lun est un ancien gouverneur provincial devenu chef de la garde impériale, qui était jusqu'alors l'allié de l'impératrice. Après l'exécution de Yu, il change d’allégeance et fait assassiner l'impératrice avant de prendre le poste de premier ministre, éliminant au passage plusieurs personnalités de l'élite politique de l'empire. Grâce à ce coup de force, le clan Sima a réussi à préserver son pouvoir, pour mieux se déchirer pour déterminer qui doit diriger au sein dudit clan. Ainsi, Lun est à peine nommé premier ministre que le prince de Huainan conteste son autorité et entre en rébellion. Une fois ce rebelle tué devant les portes du palais impérial, le prince de Zhao en profite pour déposer l'empereur et monter sur le trône. Plusieurs autres princes entrent aussitôt en rébellion contre lui pour protéger l'autorité de l'empereur déchu : Sima Jiong le prince de Qi, Sima Ying le prince de Chengdu et Sima Yong le prince de Hejian, qui sont trois des principaux commandants militaires provinciaux. Prises en tenaille, les troupes de Sima Lun sont vaincues et ce dernier est exécuté tandis que l'empereur Hui est libéré.
La guerre civile ne s’arrête pas pour autant et prend même une nouvelle ampleur en 302, avec la mort de l'héritier désigné, qui ouvre une crise pour la nomination d'un successeur. Dans un premier temps, c'est Sima Jiong, le prince de Qi, qui domine la cour, mais celui de Hejian se retourne contre lui et obtient l'appui de Sima Yih le prince de Changsha. Ce dernier est le commandant d'une troupe de la capitale et profite de sa situation pour éliminer Sima Jiong. L'empire est dès lors partagé entre le prince de Changsha, établi à Luoyang, celui de Hejian qui est à Chang'an, et celui de Chengdu, qui est à Ye. En 303, le deuxième et le troisième s'allièrent contre le premier, et leurs troupes assiégèrent la capitale. Le prince de Changsha est trahi à son tour par Sima Yue qui est à la fois le prince de Donghai et le commandant d'un corps de troupes de la cour. Le prince de Changsha est livré à un général servant le prince de Hejian, qui le fait mettre à mort. Le prince de Chengdu a à peine le temps de placer la cour sous sa tutelle, que le prince de Donghai s'allie à l'empereur contre lui. Leur campagne se solde par un échec et le prince de Donghai s'enfuit dans ses terres dans le Shandong, tandis que l'empereur est capturé et emmené à Ye, où réside le prince de Chengdu. Mais les troupes frontalières du Nord continuent de soutenir le prince de Donghai et lancent une attaque contre Ye, ce qui contraint le prince de Chengdu à s'enfuir avec l'empereur. Capturés par les troupes du prince de Hejian, ils sont emmenés dans son fief de Chang'an. Le prince de Donghai décide alors de lever des troupes et attaque le prince de Hejian, ce qui étend le conflit à de nombreuses provinces de l'empire, dont les gouverneurs prennent parti pour l'un ou pour l'autre des princes. En 306, Chang'an tombe et est mis à sac, ce qui permet au prince de Donghai de prendre le dessus. Dans l'année qui suit, plusieurs des principaux acteurs de cette guerre meurent : l'empereur Hui, auquel succéda son jeune frère Sima Zhi ; le prince de Chengdu et ses fils, exécutés à l'instigation du prince de Donghai et le prince de Hejian, mis à mort par un des frères du prince de Donghai contre l'avis de ce dernier.
Dans le même temps, des rébellions contre l’empire inspirées par le nationalisme Wu ont lieu dans le Sud. D’origine populaire, elles sont réprimées par les grandes familles locales Zhou – basés à Yixing- et Shen – basés à Wuxing
À ce stade du conflit, le pays et la dynastie Jin sont considérablement affaiblis, la puissance militaire des membres du clan Sima et de leurs alliés est quasiment réduite à néant et l'empire va bientôt devoir faire face à une nouvelle menace.

#### La révolte des Wu Hu
Des nombreux peuples non Han qui se sont installés au nord de la Chine au cours des siècles précédents, la tradition a retenu les cinq plus importants, sous le nom de « Cinq Barbares » (Wu Hu). Ces Wu Hu sont :
- Les Xiongnu, peuple originaire des steppes de Mongolie, divisé entre les Xiongnu du Nord, vivant en dehors de l'espace chinois et les Xiongnu du Sud, installés au Shanxi et dans les provinces voisines du Gansu et du Shaanxi[34].
- Les Xianbei, peuple turco-mongol vivant dans les régions du Nord-Est, divisés en plusieurs groupes à l'époque. Les deux plus importants sont les Murong, en Mandchourie et au nord du Hebei[35], et les Tuoba (Tabgatch) qui évoluent sur les marges nord de la Chine, entre le Hebei et le Gansu[36].
- Les Qiang qui sont répartis entre le Gansu, le Qinghai et le Sichuan[37]
- Les Di qu'on trouve dans le Shaanxi, le Gansu et le Sichuan[38].

Durant la guerre des huit princes, ces peuples sont utilisés comme mercenaires par les différents belligérants. Voyant le chaos généré par ce conflit et l'affaiblissement des Jin qui s'ensuit, les Xiongnu, dirigés par Liu Yan, se rebellent en 304, fondent le royaume de Han Zhao et sont rapidement rejoints par les autres peuples non Han. Les Jin ont beau se mobiliser pour tenter de contenir cette rébellion, ils subissent en 310 une défaite majeure qui s’achève par la perte d'une armée de 100 000 hommes. Après cette date, les Jin n'ont plus la capacité de contrôler la Chine du nord et en 311, Luoyang, la capitale de l'empire, tombe entre les mains des Wu Hu, dirigés par Liu Yao, un général Xiongnu au service de Liu Yan. La chute de la ville est suivie d'un pillage en règle et du massacre de 30 000 personnes. L’empereur Jin Huaidi est capturé vivant, mais finit par être exécuté en 313.
Après cette exécution, un membre du clan Sima se proclame Empereur sous le nom de Jin Mindi et tente de régner depuis Chang'an, la seconde capitale de l'empire. Hélas pour lui, Mindi n'a pas de véritable armée à sa disposition et les zones contrôlées par les Wu Hu le séparent des autres territoires contrôlés par les Jin, tous situés au sud du pays. En 316, Chang'an tombe à son tour face aux troupes de Liu Yao, qui capture Mindi. Ce dernier est exécuté en 318, ce qui entraîne la chute des Jin Occidentaux,.

## La refondation de la Dynastie: Les Jin orientaux ou Dong Jin (東晉)

Situation politique de la Chine du Nord en 327, au début de la période des Jin orientaux.

### Débuts difficiles et crises internes
La dynastie survit grâce à Sima Rui, qui a été nommé gouverneur militaire de la province de Yangzhou par le régent impérial durant la guerre des huit princes. Lorsque la révolte des Wu Hu éclate, Rui est en poste à Jianye/Jiankang, l'actuelle Nankin et ancienne capitale du royaume de Wu. Après l’exécution de l'empereur Mindi par les Han Zhao en 318, Sima Rui se proclame empereur sous le nom de Jin Yuandi, acte qui marque le début des Jin Orientaux ou Jin de l'Est.
Rui peut compter sur Wang Dao, un de ses proches issu d’une famille de conseillers, qui l’a suivi et s’efforce jusqu’à sa mort en 339 de stabiliser l’État Jin dans le Sud. Sima Rui est rejoint par de nombreux aristocrates et fonctionnaires ayant survécu aux massacres et beaucoup de Hakkas font remonter à cette époque le départ de leurs ancêtres depuis la vallée du fleuve Jaune, bien que les historiens n’en soient pas convaincus. Malgré tout, le nouvel empereur est dans l'incapacité de reprendre le Nord de la Chine, car la nouvelle cour impériale est faible et doit composer avec les clans locaux Zhou et Shen, contre lesquels elle obtient l’appui des clans Zhu, Zhang, Gu et Lu de Wujun, actuelle Suzhou. En théorie, les postes politiques les plus prestigieux sont réservés à ces grandes familles du Sud. En pratique, plus le temps passe et plus les empereurs concèdent ces postes aux élites émigrées quitte à les vider de leur substance,
En effet, si les aristocrates du nord en exil ont soutenu l’accession au trône de Yuandi, c'est uniquement parce que leur position sociale et politique passe par la détention de titres officiels. La survie de l'État Jin leur apporte plus de sécurité qu'une recherche d'autonomie pouvant générer anarchie, guerre civile et la fin de leur clan. Leur intérêt n'est pas pour autant d'avoir en face d'eux un empereur puissant, c'est pour cela qu'ensuite, ils font tout pour empêcher Yuandi d'exercer pleinement son pouvoir et il se retrouve cantonné à son palais, ce qu'il vit très mal sans pouvoir rien y faire. Cela est facilité par le fait que, originellement placé à la tête d'une province d'importance secondaire et peu peuplée, Yuandi ne dispose pas de moyens militaires importants lors de son accession au trône. Par la suite, les empereurs Jin sont généralement placés sous la coupe des clans les plus puissants. Les Wang, originaires du Shandong et établis dans le moyen Yangzi, sont les premiers à tenter de dominer la cour de Jiankang, sous l'égide de Wang Dun et Wang Dao. Yuandi tente bien de les mettre au pas, mais cela a pour seul effet d'aboutir à la révolte et à la victoire de Wang Dun en 322. Cette lutte entre les aristocrates en exil et le pouvoir impérial au sein de la Cour est toutefois vaine. En effet, le pouvoir des élites, qu'elles soient anciennes ou récentes, repose de plus en plus sur leur emprise sur la société, et pas prioritairement sur les fonctions qu'ils détiennent.
Parallèlement, plusieurs généraux émigrés dans le Sud qui ont fait allégeance à Yuandi luttent contre les chefs de guerre du Nord, dans l'espoir de reprendre pied dans leur région d'origine. Le plus actif dans les premières années des Jin orientaux est Zi Tu, qui reçoit le commandement d'une armée et la mission de reprendre le Nord. À ce moment-la, le plus puissant seigneur de guerre est Shi Le (en), d'ethnie Jie, qui a supplanté les chefs xiongnu. Mollement soutenu par le pouvoir central, qui est plus préoccupé par la lutte contre le clan Wang, et faisant face à un adversaire redoutable, Zi Tu réussit à organiser une campagne militaire qui l’amène jusqu'au Hebei. Mais en 319, il est vaincu et doit rebrousser chemin vers le Sud où il ne réussit pas à monter une nouvelle expédition. Shi Le réussit rapidement à reprendre les territoires perdus et fonde la dynastie des Zhao postérieurs.
La lutte entre la cour et les Wang finit par tourner à l'avantage des premiers, quand l'empereur Mingdi et ses alliés réussissent à tenir tête à Wang Dun puis son successeur Wang Han. Le nouveau grand général qui émerge durant ces luttes est Su Jun, qui profite dans un premier temps de ses succès. Amassant titres et honneurs, il est envoyé pour garder la frontière nord. Il entre finalement en conflit contre le pouvoir central et saccage la capitale en 328, avant d'être vaincu par des généraux du Moyen Yangzi qui soutiennent la cour impériale.

### Les expéditions de Huan Wen
Après la mort de Shi Le en 333, les Zhao postérieurs s’affaiblissent, puis sont supplantés par d'autres chefs de guerre. il y a d'abord Ran Min, d'origine Han, qui ne cherche pas à entrer en guerre contre les Jin. Ensuite viennent les généraux Murong, qui fondent la dynastie des Yan antérieurs.Au début, ces derniers ne se montrent guère plus agressifs que Min envers leur voisin méridional. À l'ouest dominent les Qin antérieurs, établis à Chang'an et dirigés par des guerriers d'ethnie Die.
Après le chaos et les échecs des premières années, les Jin orientaux ont raffermit leur pouvoir, mais les empereurs sont toujours obligés de se placer sous la protection des grandes familles pour garantir la stabilité de leur trône . En 347 le général Huan Wen, qui est à la fois le nouvel homme fort de la cour et le beau-frère de l'empereur Jin Mingdi (322-325), réussit à conquérir le Sichuan. Établi dans le Moyen Yangzi, il est d'origine modeste et doit son ascension à ses succès militaires. En 352, il profite de la défaite du général Yin Hao contre les Qin antérieurs pour prendre le commandement des troupes destinées à la lutte contre les royaumes du Nord. Ses premiers succès lui ouvrent la voie vers Luoyang, qui est prise en 354. Il tente alors de prendre Chang'an, mais échoue en raison de la résistance farouche de ses adversaires, qui pratiquent une politique de la terre brûlée. Il doit battre en retraite, tandis que ses troupes affamées sont décimées par les attaques de ses ennemis. Ses entreprises militaires connaissent un ultime échec en 369, face aux Yan antérieurs. Après avoir lancé une audacieuse offensive qui le conduit à franchir le fleuve Jaune, il doit battre en retraite après ses premiers revers et la menace d'une intervention des Qin antérieurs. Les Yan se lancent à sa poursuite et lui infligent une lourde défaite à Xiangyi, dans le Henan.
Ces échecs ne l'empêche pas de dominer la cour jusqu'à sa mort en 373. Il entreprend d'importantes réformes militaires et administratives, qui raffermissent les Jin orientaux en érodant la puissance militaire des grandes familles. Avec lui, les familles d'origine militaire font le premier pas vers la prise de contrôle des affaires du royaume,.

### Bataille de la rivière Fei et guerre civile

La frontière entre les Qin antérieurs et les Jin avant la bataille de la rivière Fei est représentée par la ligne en rouge vif. Celle après la contre-attaque des Jin et juste avant l'effondrement des Qin est représentée par la ligne en bordeaux.
Les royaumes se partageant la Chine du Nord en 395-400, après la chute des Qin antérieurs.

En 376, les Jin Orientaux doivent faire face au plus grave danger qui ait jamais menacé leur dynastie, à la suite de la réunification du nord de la Chine sous la coupe des Qin antérieurs. En 383, Fu Jian, l'empereur des Qin antérieurs, envahit le territoire des Jin Orientaux à la tête d’une armée de 300 000 soldats, là ou ces derniers ne peuvent aligner que 80 000 hommes. Cependant, les Jin peuvent compter sur des soldats bien entraînés et bien équipés, qui se battent pour protéger leurs foyer, alors que les Qin ont une armée de conscrits mal entrainés. Le choc a lieu lors de la bataille de la rivière Fei, où les Qin sont mis en déroute par l'armée des Jin.
Après cette victoire, le Chancelier Xie An profite de l'effondrement des Qin antérieurs pour reprendre les territoires situés au nord de la rivière Huai. En effet, après leur défaite, le pouvoir des Qin antérieurs s'effrite rapidement, ce qui permet l'affirmation de nouveaux royaumes rivaux, à savoir les Yan postérieurs, les Yan occidentaux et les Qin postérieurs. Trop faibles pour attaquer le sud et trop occupés à se combattre, ces royaumes ne constituent pas une menace pour les Jin Orientaux. Le chaos qui se répand a nouveau dans le nord favorise ces derniers qui, en peu de temps, repoussent la frontière nord de leur domaine de plusieurs centaines de km, leurs soldats parvenant jusqu'au Henan et au Shandong.
Mais très vite, les rivalités reprennent, car après la victoire sur les Qin, le clan Xie, dont fait partie le chancelier Xie An, constitue une menace pour la pérennité de la dynastie des Jin Orientaux. Le prince Sima Daozi, qui est l'oncle de l'empereur Jin Mingdi, prend la mesure du danger et parvient à se débarrasser de Xie An en 385 puis à écarter le reste de son clan. Il dirige de fait le royaume pendant quelques années et prend des mesures centralisatrices, qui se heurtent a l'hostilité des grands clans du royaume, les Wang et les Huan. Finalement, ces clans se soulèvent contre lui et plongent le royaume dans une guerre civile qui dure dix ans.

### Les expéditions de Liu Yu,

Les royaumes se partageant la Chine en 409, avant les campagnes de Liu Yu.

Cette décennie de guerre civile entérine l'échec des stratégies des diverses grandes familles du sud; car aucun lignage éminent n'ayant réussi à s'imposer durablement aux postes clés de l’État, les ambitions des familles militaires se déchainent. Le royaume est dans une situation catastrophique, puisque plusieurs foyers de révoltes s'embrasent face à la décrépitude du pouvoir central. En amont du Yangzi, Huan Xuan, le fils de Huan Wen, se taille son propre domaine, pendant que Wang Gong fait de même en aval. Ce dernier est éliminé quand le prince Sima Daozi s'attache à prix d'or les services de Liu Laozhi, le général en chef du Commandement du Nord. Du coup, Daozi devient l'homme à abattre et la cour tente de lever des troupes dans le Bas Yangzi pour en finir avec lui. Cette levée de troupe ne réussit qu'a accroître les tensions politiques et sociales dans la région et c'est probablement à cause de cela qu'une révolte populaire éclate sur les côtes du Zhejiang. Cette révolte est conduite par un certain Sun En, qui s'inspire du mouvement taoïste des Maîtres célestes. Sun En parvient à prendre Guiji et à menacer la capitale, avant d'être vaincu par le prince Sima Yuanxian. En 402, il finit par se suicider en se noyant avec ses plus fervents fidèles.
Pendant ce temps, Huan Xuan prend possession d'une grande partie des régions situées en amont du Yangzi, puis lance une attaque contre la capitale. Il triomphe grâce à la défection à son profit de Liu Laozhi et des troupes du Commandement du Nord. Les princes Sima Daozi et Sima Yuanxian sont mis à mort, tandis que Liu Laozhi est mis à l'écart, puis acculé au suicide. En effet, en dépit de son appui décisif il constitue une menace trop importante pour que le nouvel homme fort du royaume puisse se payer le luxe de le laisser en vie. Considérant que le chaos de la guerre civile est le signe l'échec manifeste des empereurs Jin, Huan Xuan clame que ces derniers ont perdu le mandat céleste, se proclame empereur en 403 et fonde une nouvelle dynastie, la dynastie Chu.
C'est un Général de basse extraction de l'armée du Commandement du Nord, nommé Liu Yu, qui met fin a ce chaos et à la rébellion de Huan Xuan en 406. Considéré comme le meilleur général de la période des seize royaumes, Liu Yu se révolte après la mise à mort de Liu Laozhi. Il détruit l’éphémère dynastie Chu et assure la survie de la dynastie Jin pour quelques années, même s'il est désormais le maître incontesté du Sud du fait de sa mainmise sur l'appareil militaire du royaume. Malgré une décennie de troubles, cet appareil reste suffisamment puissant pour permettre à Yu de lancer une série d'expéditions contre les Qin postérieurs, les Xia, les Yan méridionaux et les Wei du nord. À part l'expédition contre les Xia, toutes les autres sont des succès et permettent aux Jin de reprendre pied au nord, en annexant le cœur historique de la Chine et en fixant leur frontière nord sur les bords du fleuve Jaune.
Après cette série de victoires, le prestige de Liu Yu est à son zénith, ce qui lui permet d'usurper le trône en 420; après avoir déposé l'empereur Jin avec l'appui de plusieurs personnalités religieuses bouddhistes et taoïstes de premier rang. Il fonde alors la dynastie des Song du sud, mettant ainsi un terme définitif à la dynastie des Jin. Sous son règne et celui de son fils, la Chine connaît une brève période de prospérité, jusqu’à ce que les Wei du Nord réussissent à unifier la Chine du nord en éliminant les autres royaumes non Han, puis à repousser les Song vers le sud.

## Empereurs
| Nom posthume                                                                                               | Noms de famille et prénoms | Durée des règnes | Noms et date de début et de fin des ères |
| --- | -------------------------- | ---------------- | --- |
| Par convention, en Chinois le nom complet des Empereurs Jin se décompose comme suit : "Jin" + nom posthume |                            |                  | |
| Dynastie des Jin Occidentaux 265–316                                                                       |                            |                  | |
| Wu di | Sima Yan                   | 266–290          | - Taishi 266–274 - Xianning 275–280 - Taikang 280–289 - Taixi 28 janvier 290 – 17 mai 290 |
| Hui Di | Sima Zhong                 | 290–307          | - Yongxi 17 mai 290 – 15 février 291 - Yongping 16 février - 23 avril 291 - Yuankang 24 avril 291 – 6 février 300 - Yongkang 7 février 300 – 3 février 301 - Yongning 1er juin 301 – 4 janvier 303 - Taian 5 janvier 303 – 21 février 304 - Yongan 22 février – 15 août 304 ; 25 décembre 304 – 3 février 305 - Jianwu 16 août – 24 décembre 304 - Yongxing 4 février 305 – 12 juillet 306 - Guangxi 13 juillet 306 – 19 février 307 |
| aucun | Sima Lun                   | 301              | - Jianshi 3 février – 1er juin 301 |
| Huai Di | Sima Chi                   | 307–311          | - Yongjia 307 – 313 |
| Min Di | Sima Ye                    | 313–316          | - Jianxing 313–317 |
| Dynastie des Jin Orientaux 317–420                                                                         |                            |                  | |
| Yuan Di | Sima Rui                   | 317–323          | - Jianwu 317–318 - Taixing 318–322 - Yongchang 322–323 |
| Ming Di | Sima Shao                  | 323–325          | - Taining 323–326 |
| Cheng Di                                                                                                   | Sima Yan                   | 325–342          | - Xianhe 326–335 - Xiankang 335–342 |
| Kang Di | Sima Yue                   | 342–344          | - Jianyuan 343–344 |
| Mu Di | Sima Dan                   | 344–361          | - Yonghe 345–357 - Shengping 357–361 |
| Ai Di | Sima Pi                    | 361–365          | - Longhe 362–363 - Xingning 363–365 |
| Fei Di | Sima Yi                    | 365–372          | - Taihe 365–372 |
| Jianwen Di                                                                                                 | Sima Yu                    | 372              | - Xianan 372–373 |
| Xiaowu Di                                                                                                  | Sima Yao                   | 372–396          | - Ningkang 373–375 - Taiyuan 376–396 |
| An Di | Sima Dezong                | 396–419          | - Longan 397–402 - Yuanxing 402–405 - Yixi 405–419 |
| Gong Di | Sima Dewen                 | 419–420          | - Yuanxi 419–420 (abdication) |

### La politique de "Menfa"

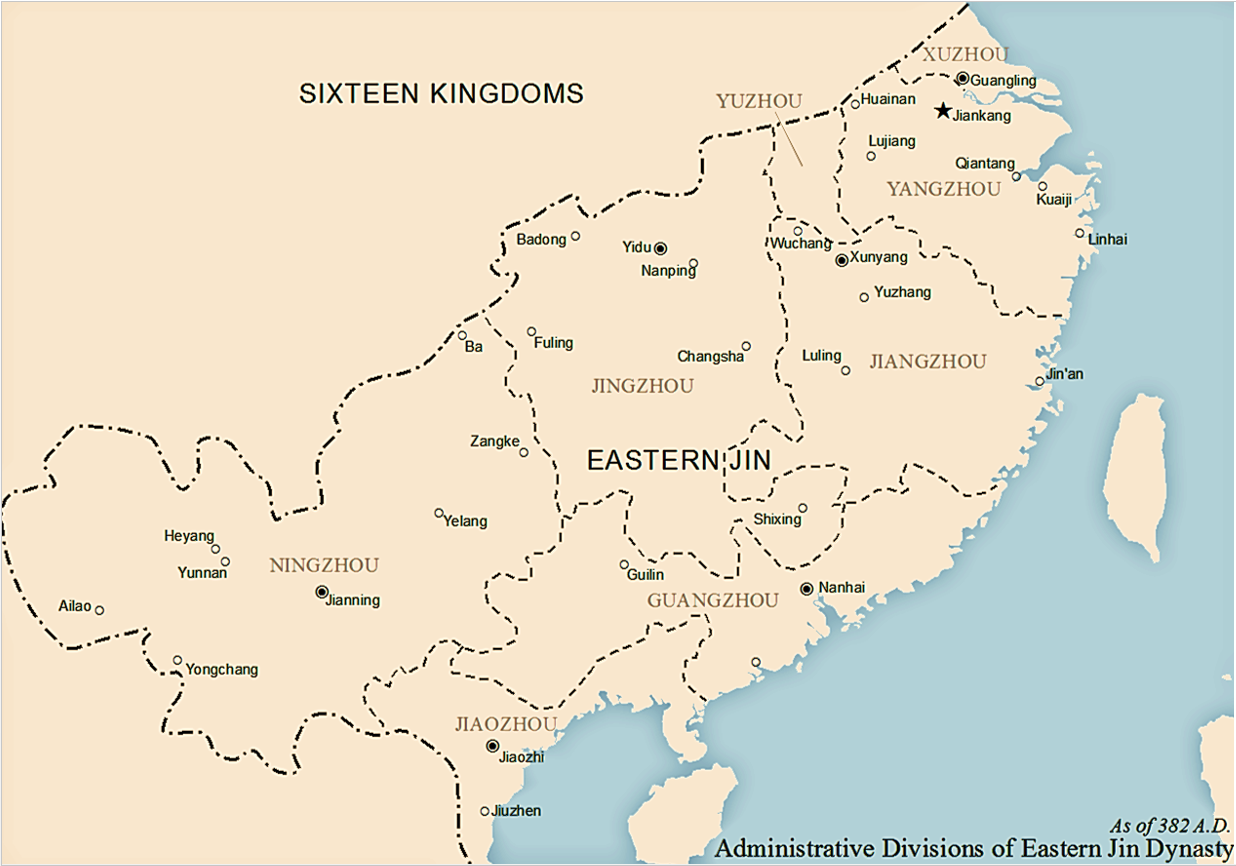
Divisions Administratives des Jin de l'Est en l'an 382

## Gouvernement et démographie

### Qiaoren et baiji
La révolte des Wu Hu entraîne la migration vers le sud d'un huitième de la population chinoise du Nord. Ces immigrants sont appelés des qiaoren (僑人), ce que l'on peut traduire par "les gens logés", et représentent un sixième des personnes vivant alors dans le sud. Considérant que la plupart des biens de ces réfugiés sont soit perdus, soit totalement dépensé a leur arrivée dans le sud, le gouvernement Jin leur octroie en compensation le privilège d'être exonérés du diao (調) (Il s'agit d'un impôt spécial payé en nature au gouvernement sous la forme de tissu de soie ou de coton) et de diverses corvées. Les registres dans lesquels sont recensés les qiaoren sont rédigé et reliés avec du papier blanc, ce qui leur vaut d’être appelés baiji (白籍). En comparaison, les registres ordinaires sont rédigé et reliés avec du papier jaune et sont appelés huangji (黃籍).
Mais lorsque la situation se stabilise, ce traitement préférentiel devient problématique, car il constitue un lourd fardeau financier pour l'état Jin et suscite le mécontentement des populations locales. Avec le temps, le tu duan devient une question de plus en plus importante pour les Jin de l'Est. 

### Divisions administratives "Qiao"
Pour accueillir et loger les migrants venus du nord, la Cour des Jin de l'Est crée des nouvelles divisions administratives qui font office de fiefs pour les qiaoren. Il s'agit de créer une administration plus efficace, afin de pouvoir mieux contrôler ces populations mouvantes. Les Jin créent trois niveaux administratifs : les qiaozhou (僑州, province de "Qiao"'), les qiaojun (僑郡, commanderie de "Qiao"'), et les qiaoxian (僑縣, Xian de "Qiao"'). Dans les faits, ces divisions administratives "Qiao"' sont purement nominales, car elles ne sont rattachées à aucun véritable domaine foncier. Elles constituent plutôt un gouvernement local en exil, destiné à reproduire dans le sud la hiérarchie sociale des différentes communautés ayant fui le nord. Elles servent aussi à légitimer les prétentions territoriales des Jin sur la Chine du nord comme une sorte d'avertissement aux royaumes du nord. Enfin, c'est également une manière pour les autorités Jin d'apaiser le mal du pays des réfugiés, qui renvoie à leur désir de reprendre ce qu'ils ont perdu.

Pendant le règne des empereurs Yuan, Ming et Cheng, les divisions administratives "Qiao"' sont concentrées dans la zone située au sud du fleuve Huai et dans la plaine du bas Yangzi. Au début, la commanderie de Langya se trouvait dans le Xiande Fei, dans le Jiankang, mais on ne sait pas exactement quand elle fut fondée. Ensuite, le Xian de Huaide est créé dans le Jiankang, vers 320. Selon le Livre des Song :
晉永嘉大亂，幽、冀、青、並、兗州及徐州之淮北流民，相率過淮，亦有過江在晉陵郡界者……又徙流民之在淮南者于晉陵諸縣，其徙過江南及留在江北者，並立僑郡縣以司牧之。徐、兗二州或治江北，江北又僑立幽、冀、青、並四州……(Après le désastre de Yongjia, les réfugiés des provinces de You, Ji, Qing, Bing, Yan et Xu ont traversé le fleuve Huai, certains ont même traversé le fleuve Yangzi et sont restés dans la commanderie de Jinling... Les divisions administratives "Qiao" ont été établies pour les gouverner. Les sièges des provinces de Xu et de Yan ont peut-être été déplacés vers la zone située au nord du Yangzi, où les provinces "Qiao" de You, Ji, Qing, Bing ont été établies.)
Les commanderies "Qiao" de Pei, Qinghe, Xiapi, Dongguang, Pingchang, Jiyin, Puyang, Guangping, Taishan, Jiyang et Lu sont créées pendant le règne de l'empereur Ming. Les rébellions et les invasions survenues dans la région de Jianghuai conduisent un plus grand nombre de réfugiés à s'installer au sud du fleuve Yangzi, où les autorités finissent par créer la commanderie "Qiao" de Huainan.
Cependant, la mise en œuvre de ces mesures s'est révélée plus complexe que ce qui avait été prévu au départ par les Jin. Plusieurs Xians se retrouvent sous la juridiction des commanderies "Qiao".
Quelques-unes de ces divisions administratives "Qiao" existent toujours en Chine de nos jours. Par exemple, le Xian de Dangtu était à l'origine situé dans la région de Bengbu, Anhui. Mais par la suite, les Jin de l'est ont créé un Xian de Dangtu "Qiao", plus au sud, à proximité de l'actuelle ville de Ma'anshan, Anhui, qui a fini par remplacer le premier et récupérer définitivement son nom.

### Tu duan
tu duan (土斷) est une abréviation de yi tu duan (以土斷), un terme qui signifie "classer les personnes en fonction de leur habitation actuelle pour les enregistrer". Il s'agit d'une politique des Jin de l'Est visant à assurer le fonctionnement de l'ancien système hukou mis en place par les Jin de l'Ouest. Ces termes apparaissent pour la première fois dans les biographies de Wei Guan et Li Chong présente dans le Livre des Jin : 
今九域同規，大化方始，臣等以為宜皆蕩除末法，一擬古制，以土斷，定自公卿以下，皆以所居為正，無復懸客遠屬異土者。
然承魏氏凋弊之跡，人物播越，仕無常朝，人無定處，郎吏蓄於軍府，豪右聚於都邑，事體駁錯，與古不同。謂九品既除，宜先開移徙，聽相並就。且明貢舉之法，不濫於境外，則冠帶之倫將不分而自均，即土斷之實行矣。
Cette politique de classement des populations est peut-être initialement proposée par ces deux personnes, mais elle n'est véritablement mise en œuvre que pendant la dynastie Jin de l'Est et les dynasties du Sud.

## Culture

### Spiritualité et religions

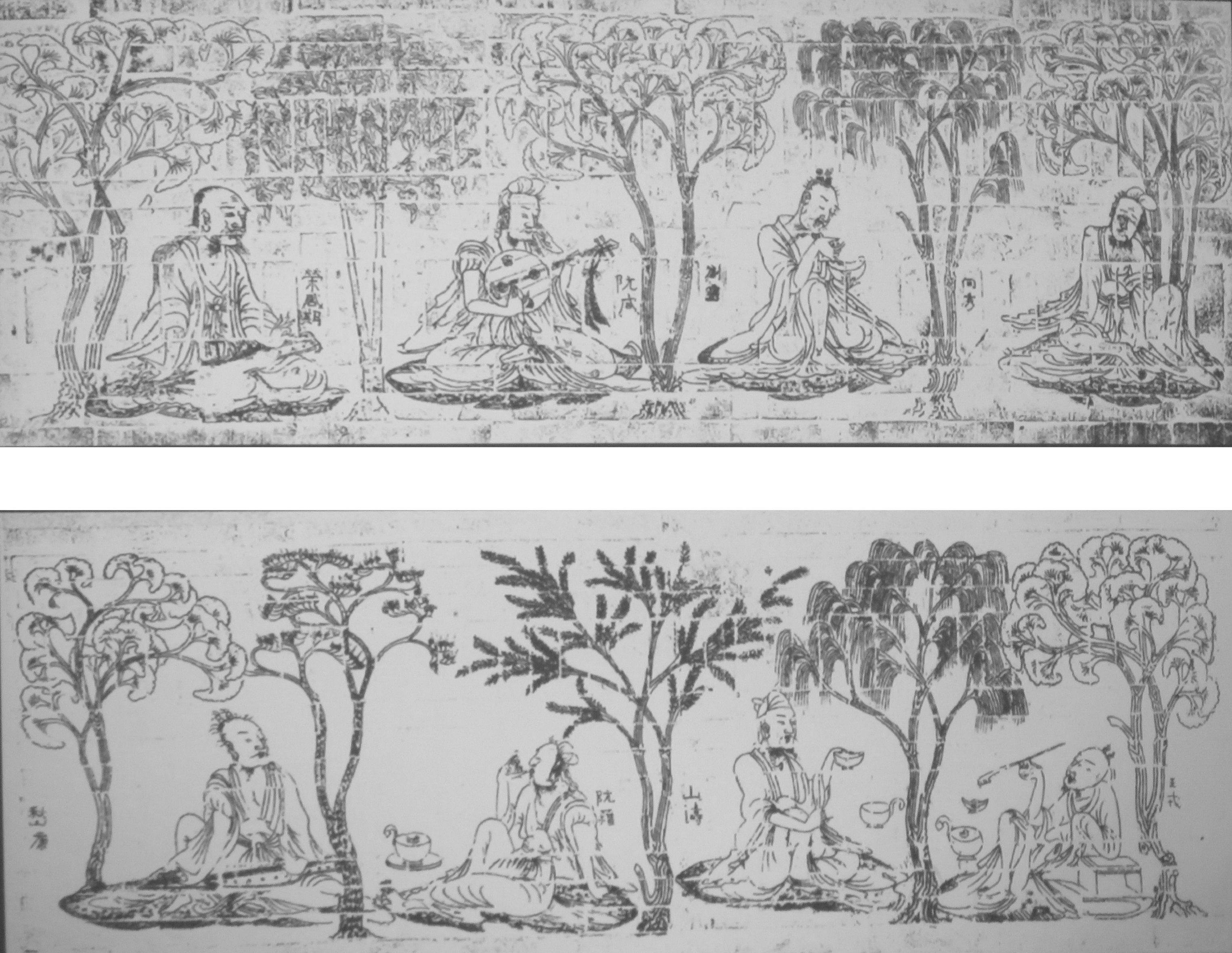
Les sept sages du bosquet de bambous représentés avec l’ermite Rong Qiqi des Printemps et Automnes sur une tombe des dynasties du Sud

L’ambiance factieuse des milieux du pouvoir où les conflits sont souvent meurtriers entraîne une désaffection de certains jeunes aristocrates vis-à-vis de la politique et leur repli dans le qingtan, « pure conversation », joutes oratoires codifiées. Ses adeptes, lettrés et poètes, adoptent parfois un mode de vie hédoniste ou excentrique qui vaudra au mouvement sa mauvaise réputation dans l’histoire officielle écrite selon la perspective confucéenne. Le qingtan s’insère dans le courant xuanxue apparu sous les Wei. Bien qu’il soit catalogué taoïste, ses auteurs, souvent engagés dans la fonction publique, mettent parfois les notions taoïstes au service du confucianisme ou s’en servent pour justifier l’ordre social. Les personnalités les plus représentatives en sont les philosophes Wang Bi et He Yan (Wei), Xiang Xiu et Guo Xiang, ainsi que les sept sages du bosquet de bambous : Xi/Ji Kang, Liu Ling, Ruan Ji, Ruan Xian, Xiang Xiu, Wang Rong et Shan Tao.
Le bouddhisme poursuit son implantation. Il apporte sa contribution au xuanxue ; des moines participent au qingtan et on reconnait certaines influences bouddhistes chez ses auteurs qui les traduisent à leur manière. Sous les Jin orientaux, le moine d’origine nordique Huiyuan établit sur le mont Lu dans la Chine du sud un centre de rayonnement bouddhiste où naît le mouvement Terre pure. Dans le Nord occupé par les Seize royaumes, des travaux importants de traduction sont entrepris sous l’égide des souverains et la direction de Dao'an (Qin antérieurs) et Kumarajiva (Qin postérieurs). Le moine Faxian quitte le domaine des Qin postérieurs pour un long périple (399-414) aux sources du bouddhisme relaté dans Relation des royaumes bouddhiques (Foguoji), dont il rapporte des textes.
Le taoïsme également poursuit son développement, malgré une attitude au mieux ambiguë, au pire hostile des autorités. En effet, les empereurs Jin oscillent entre répression sévère et tentatives de récupération envers les taoïstes, car ils gardent à l'esprit la manière dont le mouvement des maîtres célestes était lié aux différentes révoltes paysannes de la fin de l'ère Han. Cela n’empêche pas ce mouvement, toujours florissant, de s’étendre au sud du Chang Jiang avec la réunification et l’exil de l’aristocratie vers le sud. Parallèlement, les futurs courants phares des dynasties du Nord et du Sud et des Sui-Tang, a savoir les écoles Shangqing et Lingbao, se constituent avec Wei Huacun pour la première et Ge Chaofu pour la seconde. En 399, Sun En de Wu et son parent Lu zhi,des chefs locaux du mouvement des maitres célestes, entreprennent une tentative de rébellion qui se solde par un échec et une perte de puissance du mouvement à la fin des Jin orientaux. Au milieu des troubles politiques de l'époque, de nombreux marchands prospères, petits propriétaires terriens et autres personnes ayant une certaine aisance pécuniaire, trouvent un grand réconfort dans les enseignements taoïstes et un certain nombre de grands clans et d'officiers militaires adhérent également a cette foi. Du côté des alchimistes, Ge Hong, grand-oncle de Ge Chaofu, laisse un témoignage important avec le Baopuzi. Hong insiste sur la loyauté envers l'empereur, qu'il présente comme étant une vertu taoïste, et enseigne a ses élèves que les rebelles ne pourront jamais devenir des immortels taoïstes, ce qui rend le taoïsme plus acceptable pour la hiérarchie impériale. En conséquence, les différents courants religieux populaires taoïstes sont considérées comme étant hétérodoxes et rejetés, tandis que les écoles officielles de la cour sont soutenues par les Jin. Mais cette distinction n’empêche pas les écoles populaires, comme le taoïsme Tianshi, de continuer a se répandre secrètement et prospérer au sein des classes populaires.

### Arts, poésie et littérature
Sur le plan des arts, on peut citer le calligraphe Wang Xizhi et son fils Wang Xianzhi et le peintre Gu Kaizhi.
La poésie fu poursuit la tradition dite de Jian'an entamée sous les Han avec Zhang Zai, Zhang Xie, Zhang Yuan, Lu Ji, Lu Yun, Pan Yue, Pan Ni, Zuo Si. Certains s’inspirent de l’esprit du qingtan comme Sun Diao ou Guo Pu. Les autres styles sont représentés par Ji Kang, Ruan Ji et surtout Tao Yuanming. Guo Pu est aussi connu pour ses commentaires du dictionnaire Erya, du Livre des monts et des mers et de la Légende du roi Mu.
L’action de la légende populaire de Liang Shanbo et Zhu Yingtai se situe sous les Jin orientaux.

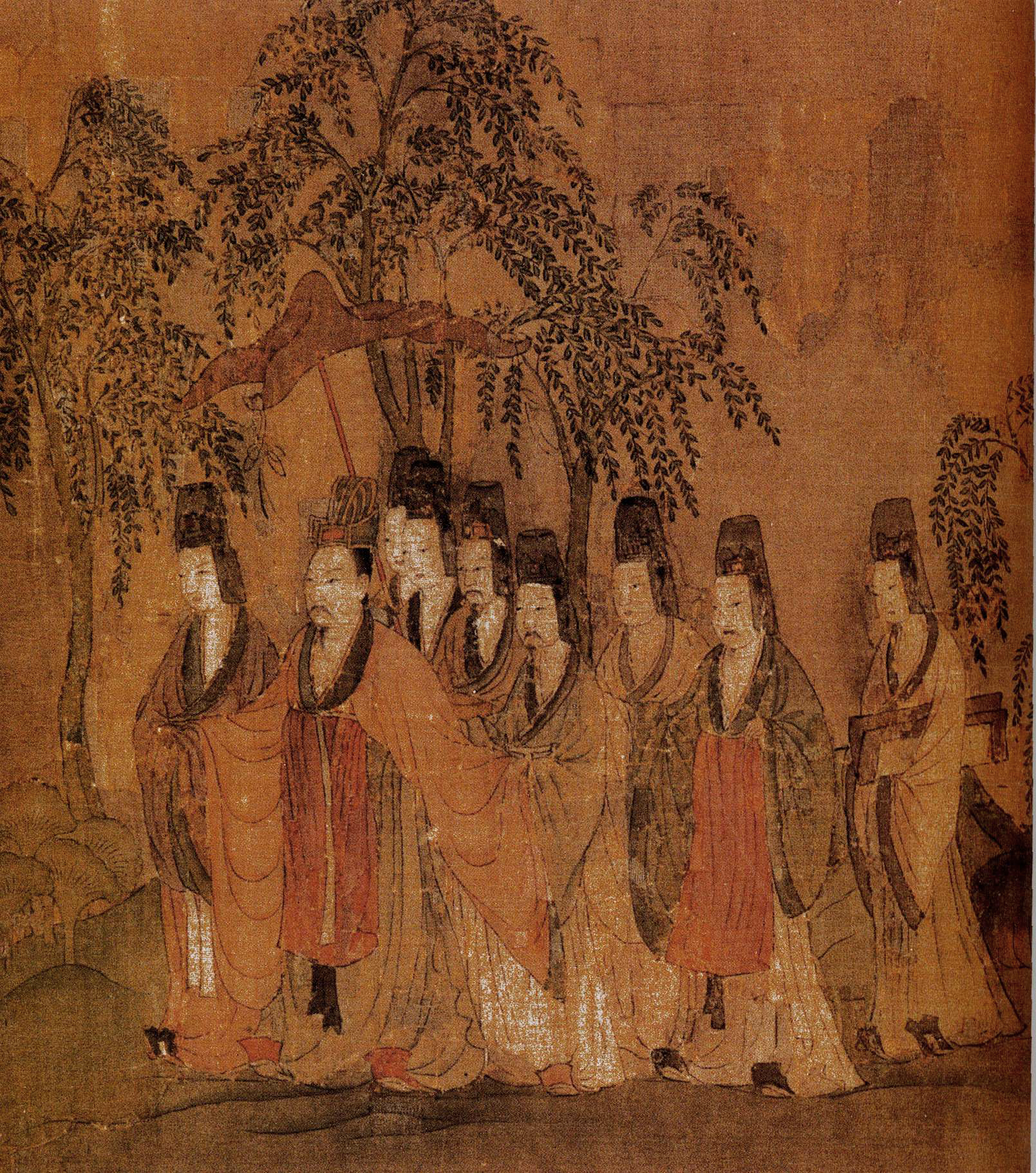
La nymphe de la rivière Luo. Attribué à Gu Kaizhi (vers 345 - 406), encre et couleurs sur soie. Détail d'un rouleau horizontal, ens. : 21,7 x 572,8 cm. National Palace Museum at Taipei, Taiwan.
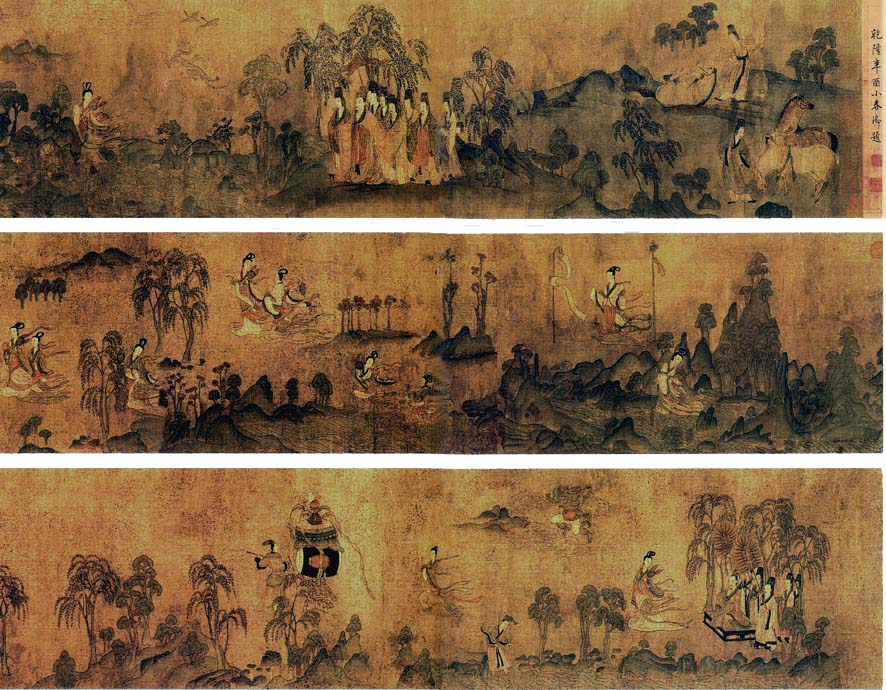
Luoshenfu de Gu Kaizhi
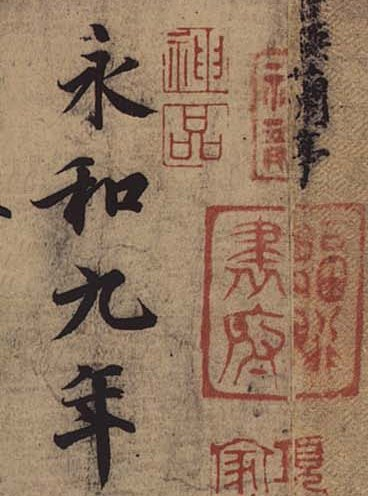
Détail d'une copie du Pavillon des Orchidées daté 353, Wang Xizhi. Écriture courante et sceaux, encre sur papier, rouleau horizontal, 24 × 88,5 cm l'ensemble. Musée du Palais, Pékin.
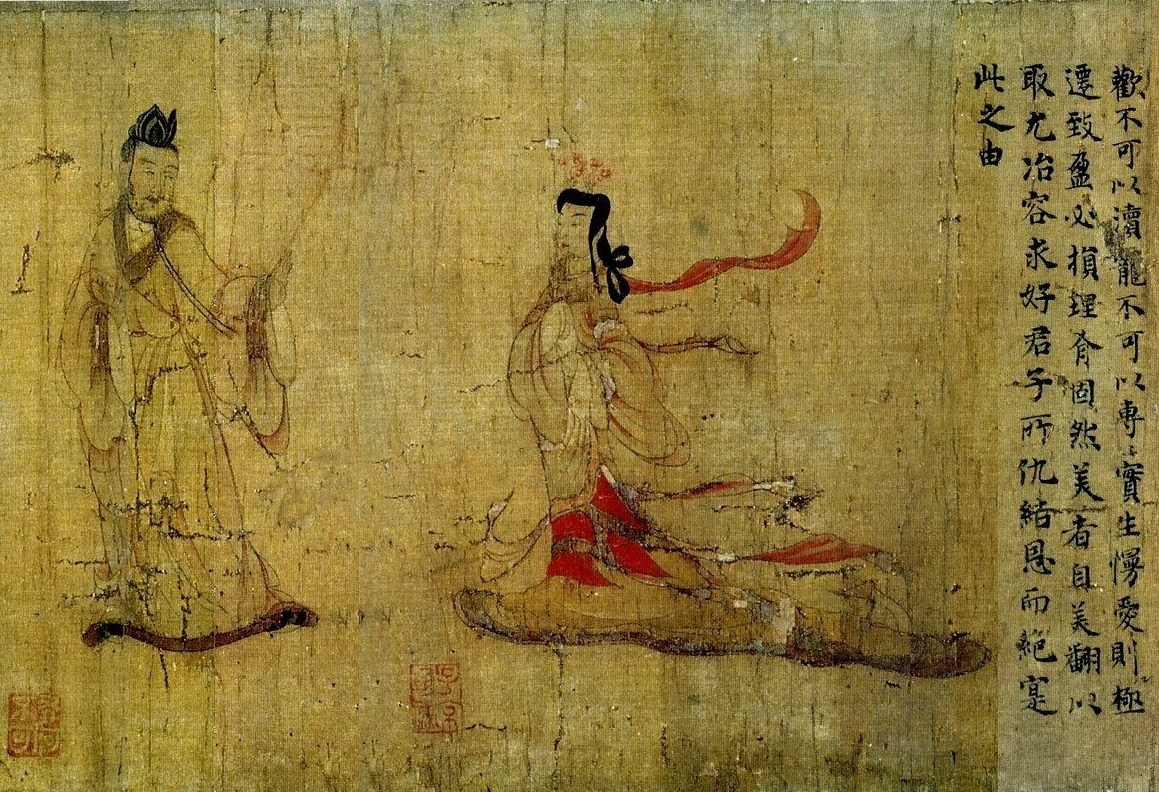
«N'abusez pas de l'amour». Détail de Conseils de la monitrice aux dames du Palais. Copie Tang (VIIIe siècle) d'après Gu Kaizhi v.345-406[65]. Encre et couleurs sur soie. H. 25 cm. Londres, British Museum

### sciences et techniques
Dans ce domaine, on peut citer le cartographe Pei Xiu (224-271), ministre des Jin occidentaux, ainsi que les travaux chimiques et médicaux des alchimistes dont Ge Hong qui rédige le premier traité de médecine d’urgence, le Zhouhoubeijifang. Le papier se perfectionne et remplace massivement les lamelles de bambou.

### Céramiques Jin
La dynastie Jin est connue pour la qualité de ses porcelaines en celadon vert. La fabrication de ces objets en celadon intervient peu de temps après l'apparition des Proto-celadon (en) et des objets en céramiques de Yue Yao au début de la dynastie Jin. Les jarres en proto-celadon ou en celadon de la dynastie Jin sont souvent décorées avec des représentations d'animaux, ainsi qu'avec des représentations de diverses figures bouddhistes.

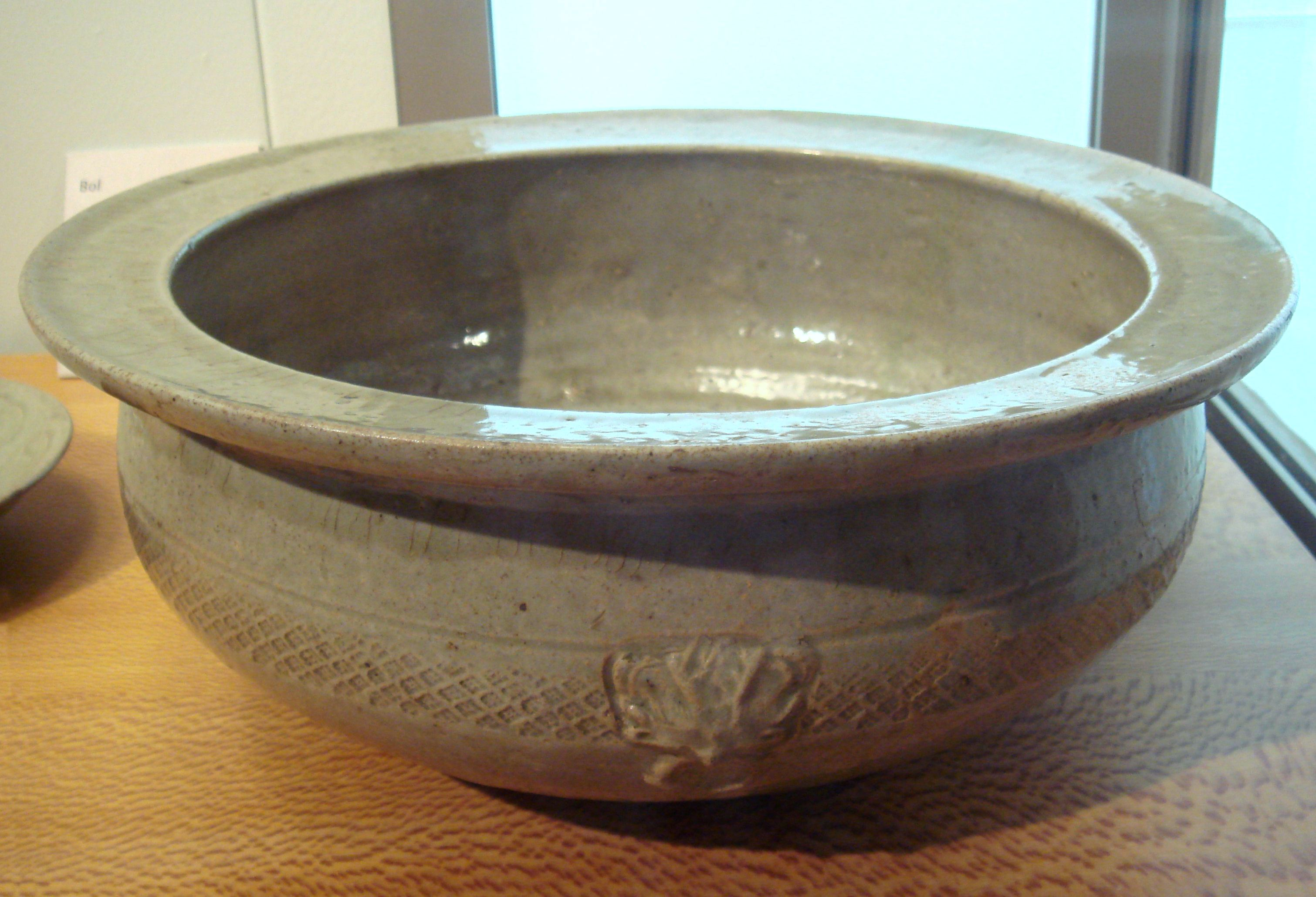
Céramique de Yue Yao avec motif, IIIe siècle de notre ère, Jin occidentaux, Zhejiang.
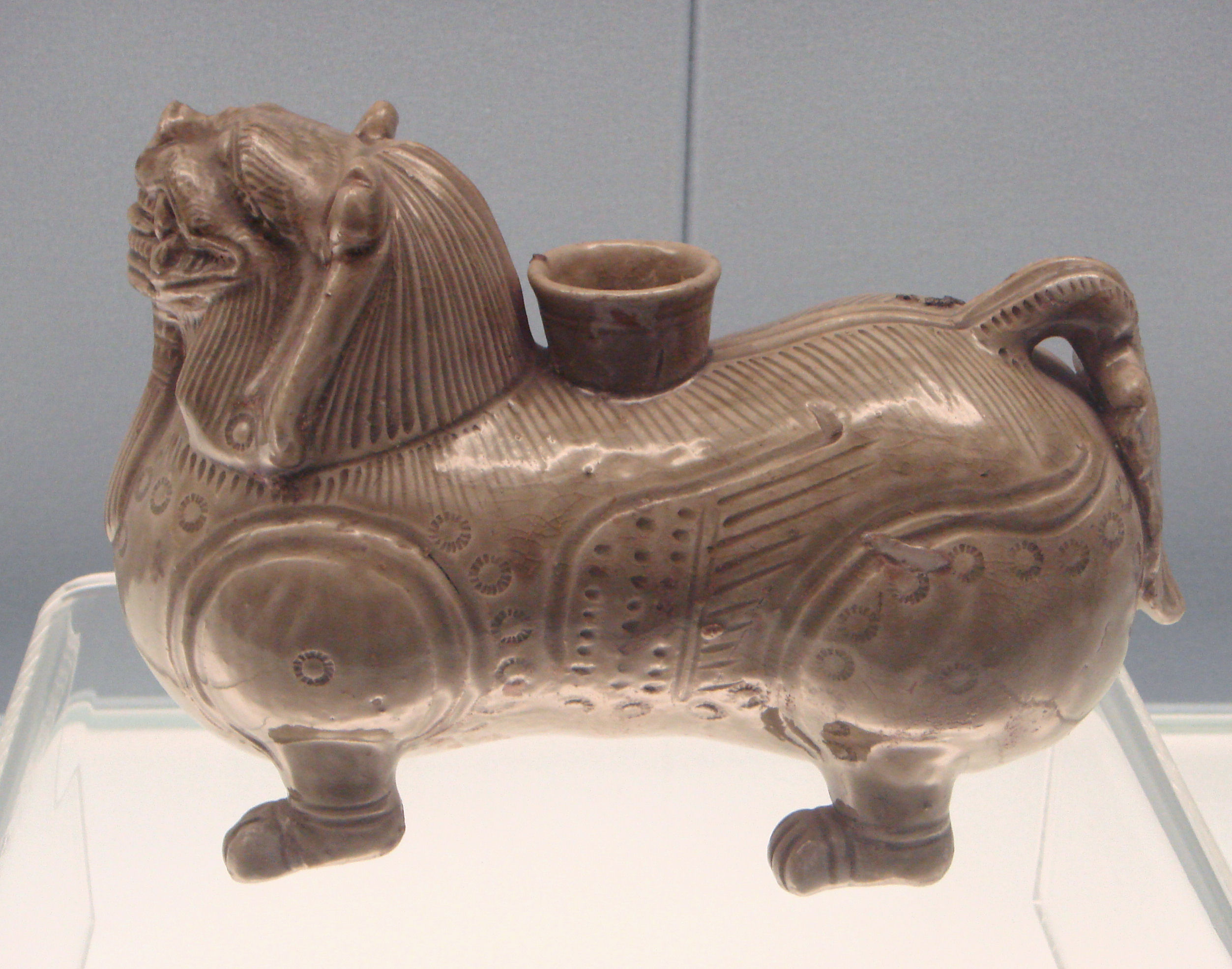
Pot de chambre en Celadon en forme de lion, datant des Jin occidentaux
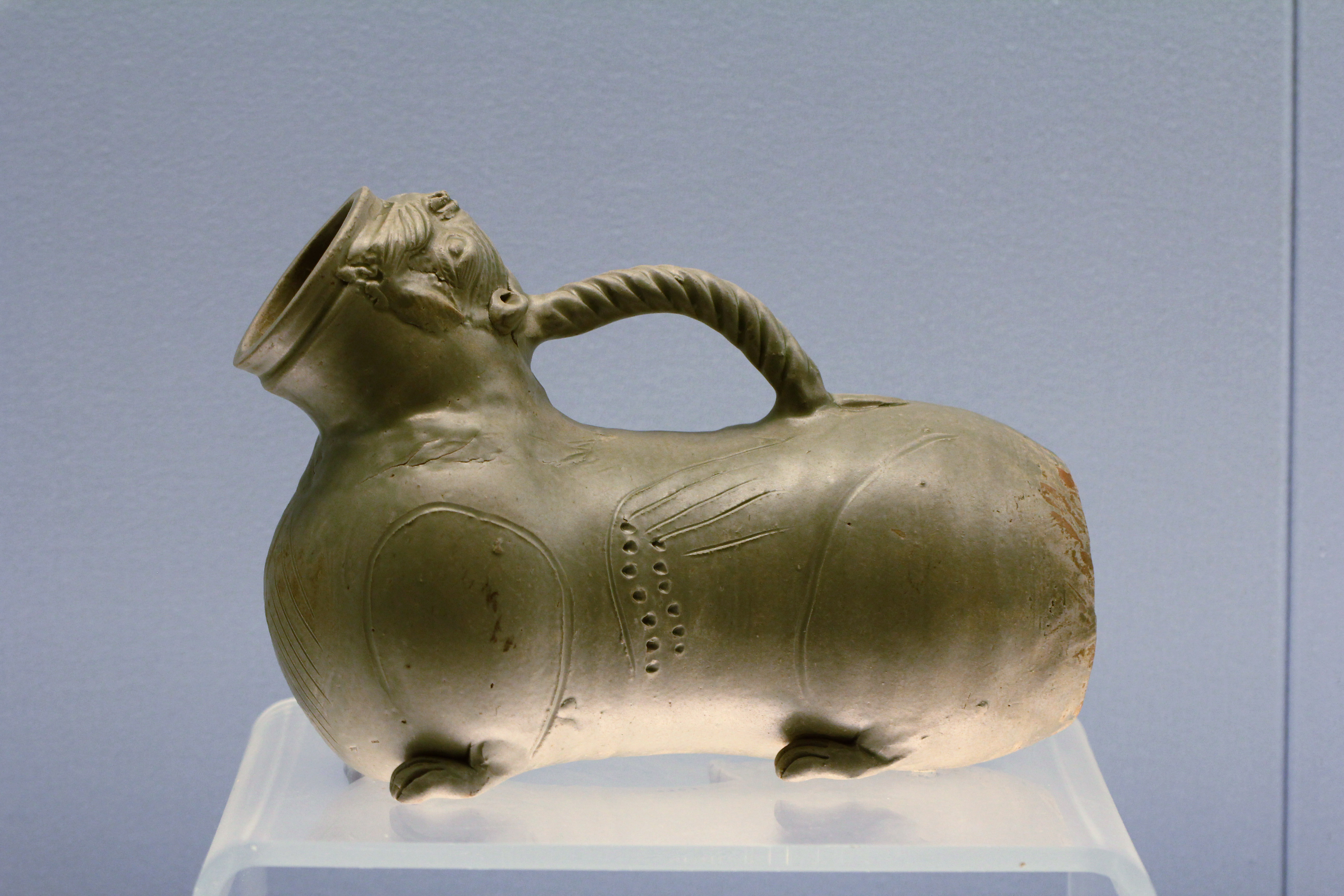
Pot de chambre en Céladon en forme de lion. Musée de Shanghai
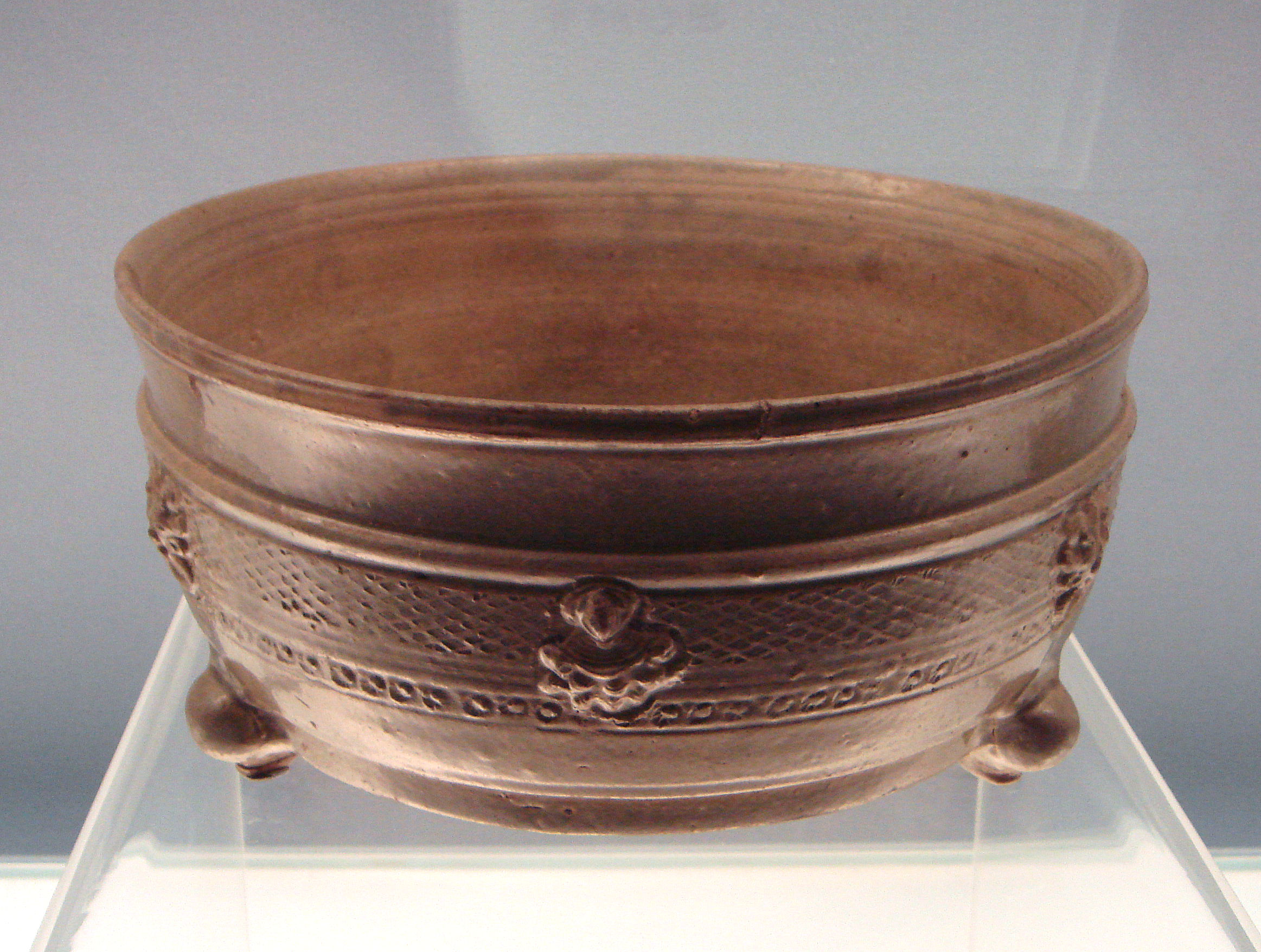
Bol lian en celadon avec des décorations bouddhistes. Il date des Jin Occidentaux
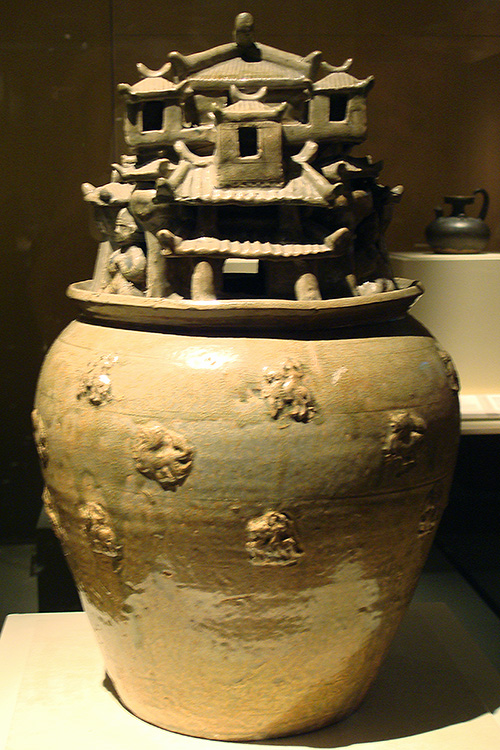
« Urne à esprit », la résidence de l'esprit du mort, en Céladon. Décor sur l'ouverture : Pavillon et personnages. Shaoxing, Zhejiang. Musée national de Chine, Pékin
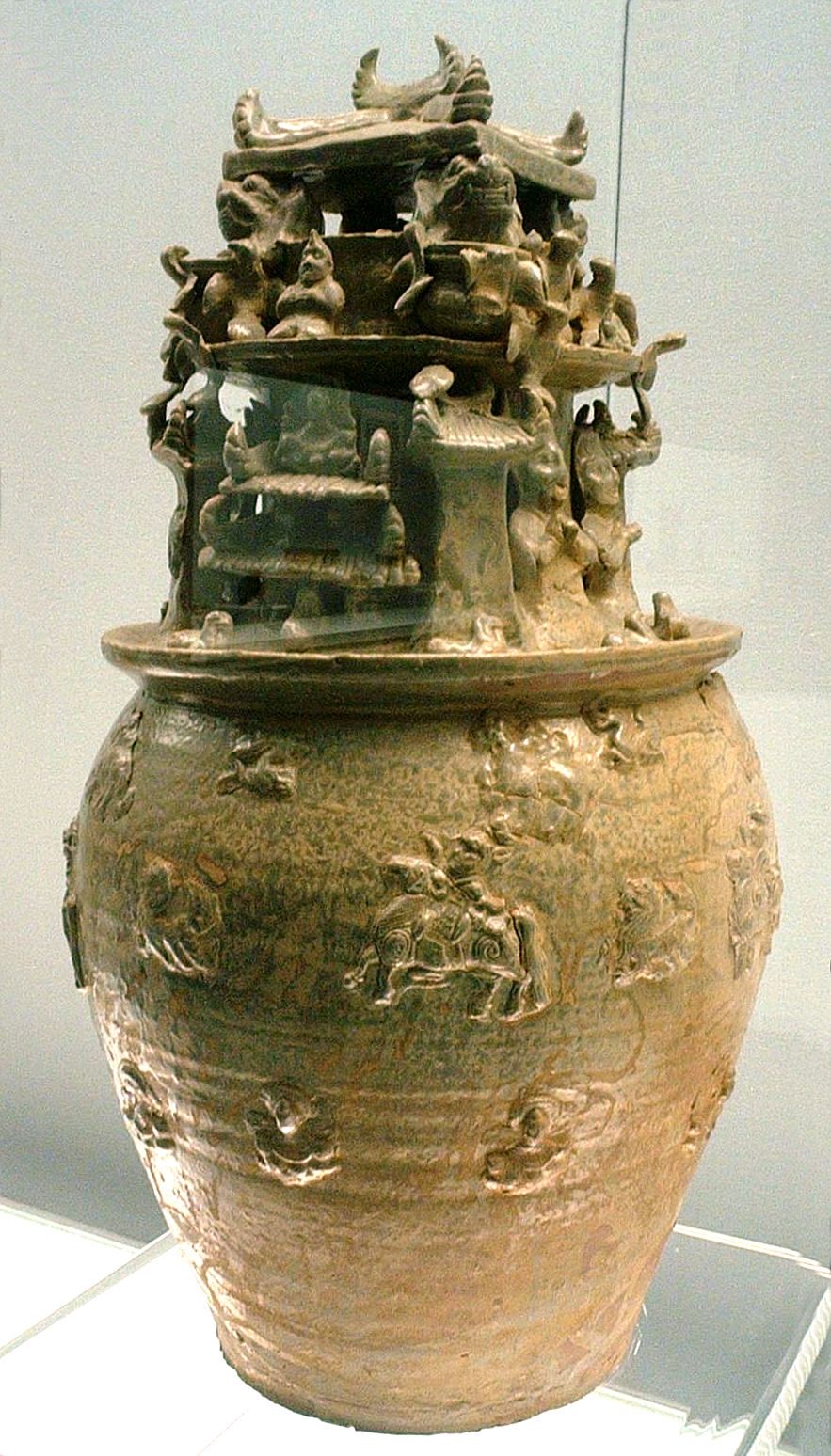
« Urne à esprit » à thème bouddhiste en céladon vert. Décor sur l'ouverture : Pavillon et personnages. Décor moulé sur la panse. Musée de Shanghai
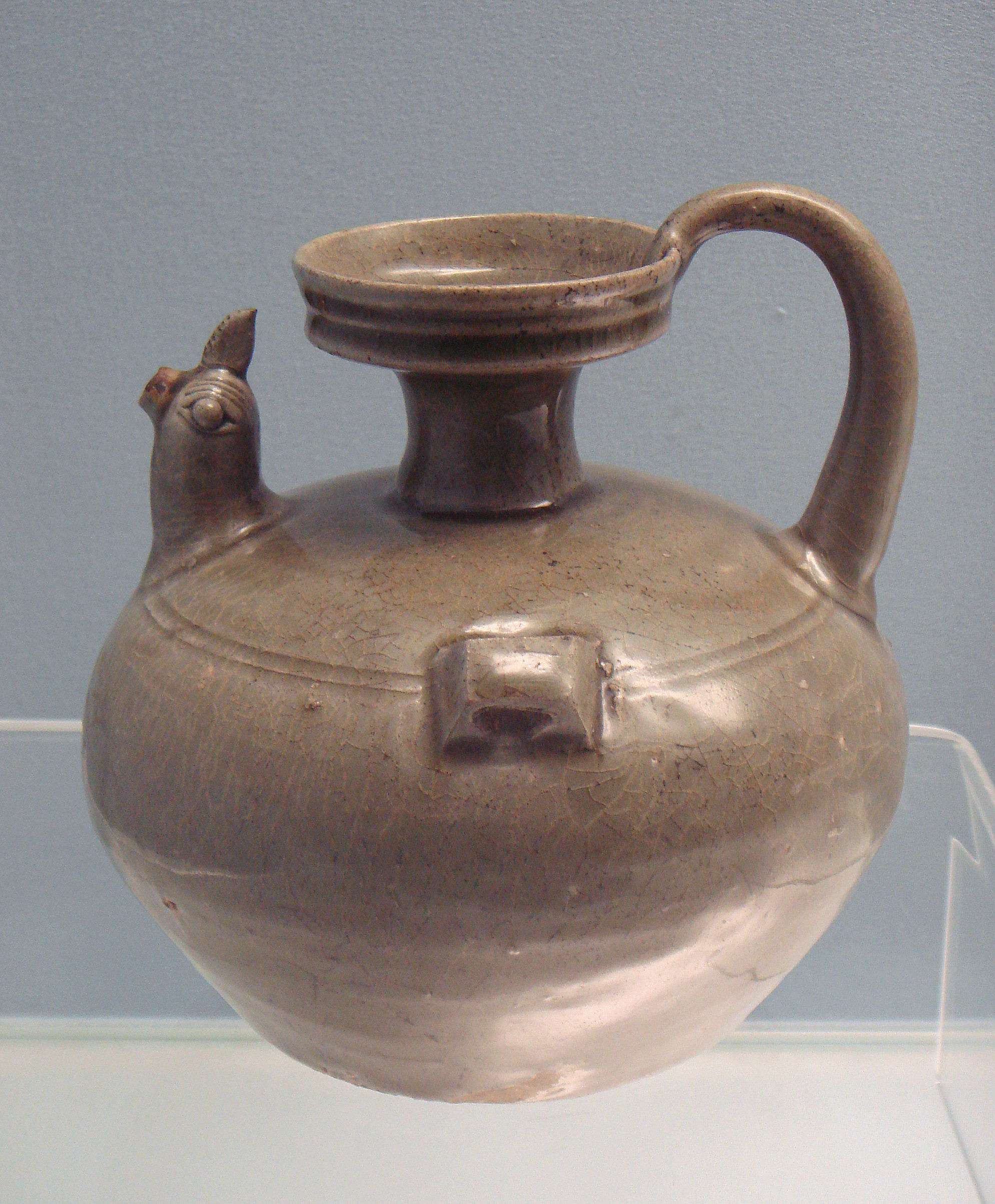
Jarre en Celadon datant des Jin orientaux
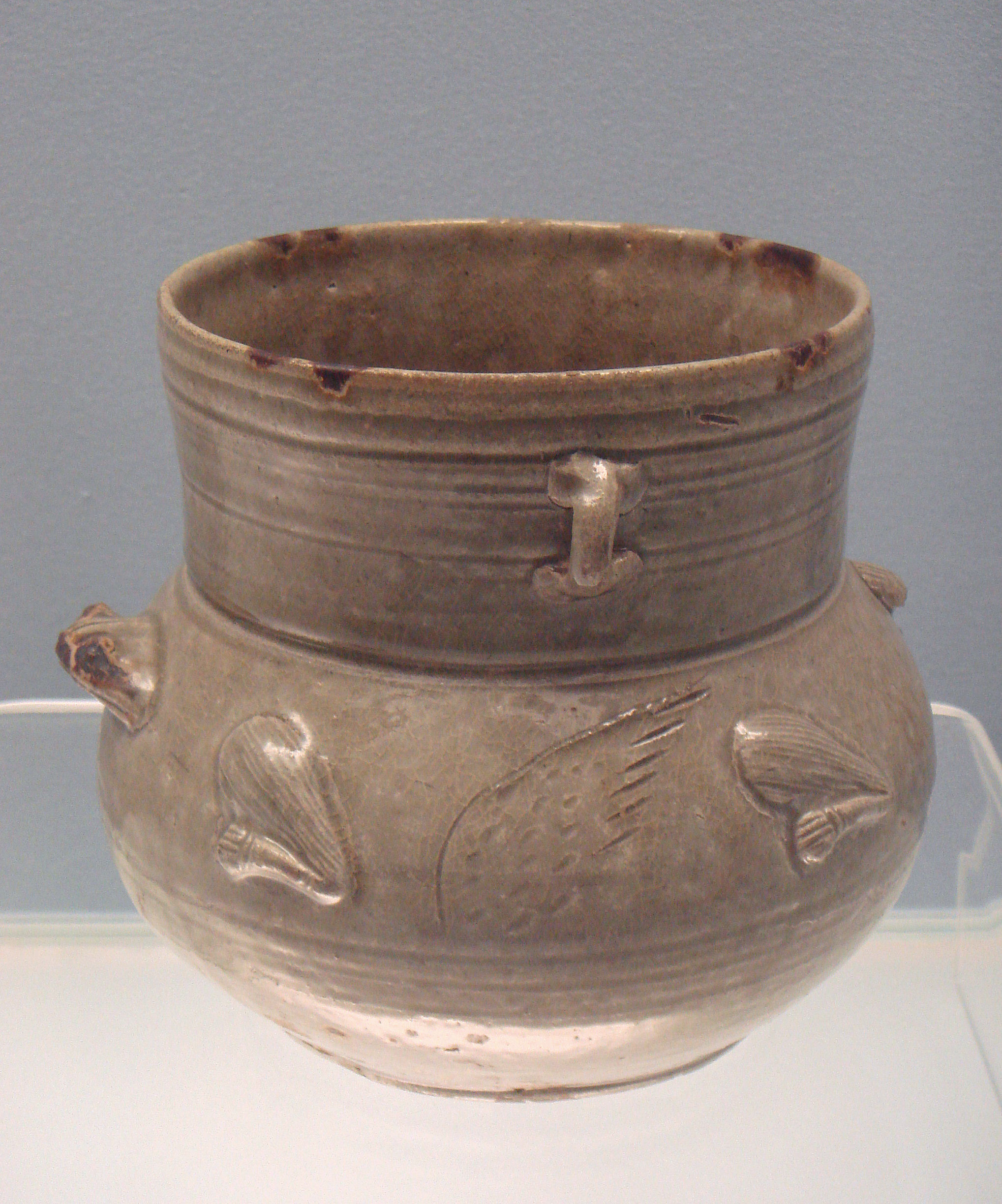
Jarre en celadon avec des taches brunes, datant des Jin orientaux
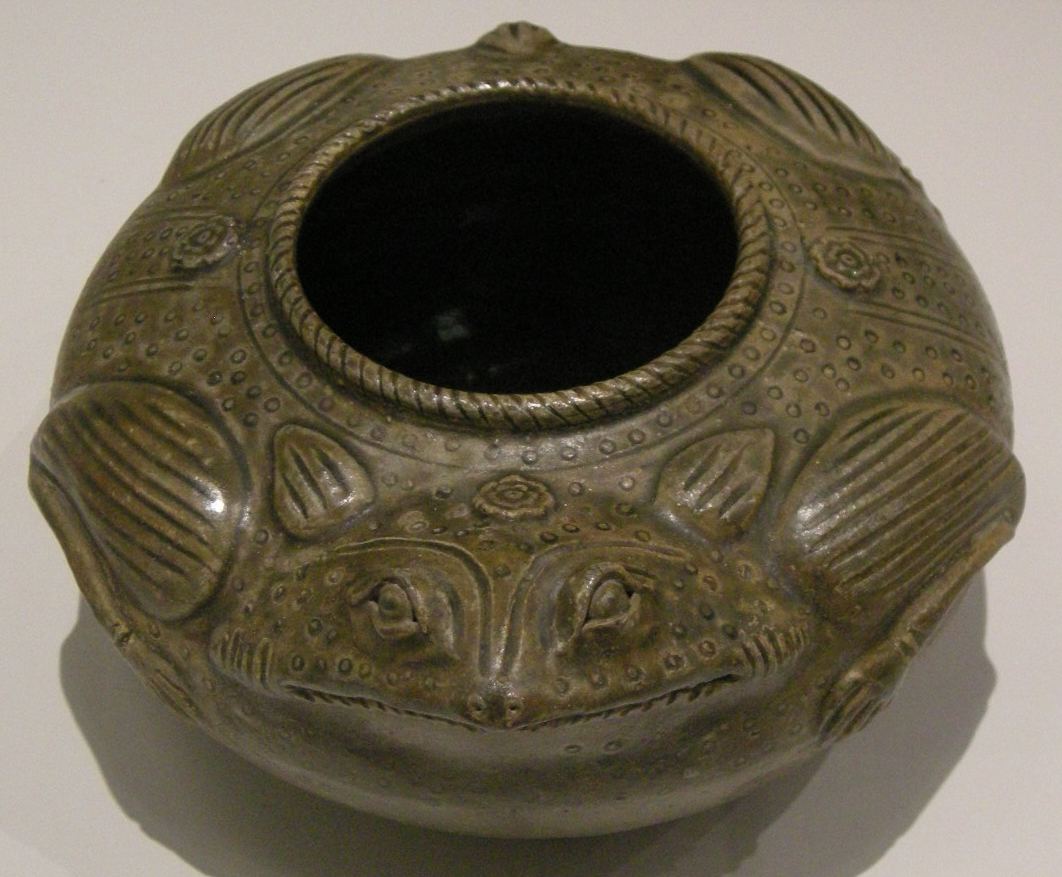
Récipient pour recueillir l'eau en forme de grenouille. Galerie d'art de Nouvelle-Galles du Sud, Sydney

## Autres
Une autre dynastie Jin a dirigé la Chine du Nord. Elle a été fondée en 1115 par Taizu, du peuple mandchou des Jurchen, et a pris fin en 1234 à la suite de l'invasion de la Chine du Nord par les Mongols de Gengis Khan et de ses successeurs.